# Újszász
Újszász város az Észak-Alföldi régióban, Jász-Nagykun-Szolnok vármegye Szolnoki járásában.

## Fekvése
Az Alföldön, a Nagykunság, a Jászság és a Tápióság határán fekszik, Jász-Nagykun-Szolnok vármegye nyugati, Pest vármegyével szomszédos határán. Határában ömlik bele a Tápió folyó a Zagyvába. A megyeszékhely, Szolnok kb. 15 kilométerre található.
A közvetlen szomszédos települések: északkelet felől Szászberek, délkelet felől Zagyvarékas, dél felől Abony, délnyugat felől Újszilvás, nyugat felől Tápiógyörgye, északnyugat felől pedig Jászboldogháza.

### Megközelítése
Legfontosabb közúti megközelítési útvonala a 32-es főút, mely a belterülete keleti szélén halad el, azon érhető el a legegyszerűbben Szolnok, illetve Jászberény felől is. Abonnyal a 3122-es út köti össze – ez áthalad a lakott területén is –, Tápiógyörgyéről a 3118-as, Jászapáti-Jászladány-Szászberek felől a 3227-es úton, Zagyvarékasról pedig a 32 135-ös számú mellékúton lehet megközelíteni.
Az ország távolabbi részei felől a legkézenfekvőbb megközelítési útvonala az M4-es autóút, amelyről Abonynál vagy a Jászberény–Szolnok-észak csomópontnál letérve érhető el.
Vasútállomása, a városközpontól délnyugatra fekvő Újszász vasútállomás jelentős vasúti csomópont: a 82-es számú, Hatvan–Újszász-vasútvonal, a 86-os számú Vámosgyörk–Újszász-vasútvonal, és a 120a számú Budapest–Újszász–Szolnok-vasútvonal elágazó állomása. Az állomás közúti elérését a 3122-es útból kiágazó 31 326-os számú mellékút (települési nevén Baross utca) biztosítja.
Az autóbuszos közúti tömegközlekedés szolgáltatója a Volánbusz Zrt.

## Nevének eredete
Az Újszász név jelentése vita tárgya. Egyes szómagyarázatok szerint szász (német) hospesekre utal, mások eredeztetik a jász népnévből is, de magyarázatként felmerült még a száz számnév is, illetve ennek régies formája: zász.
(Létezik egy 1256-ból származó "adásvételi" szerződés, amely a Zagyva menti Zazth település eladásáról készült.)

## Története
Újszász közigazgatási területén még nem folyt ásatás, így a város régmúltjáról csak a szórványos leletekből szerezhetünk tudomást.
A vasútépítéskor, illetve lakóházak építésekor előkerült leletek azt bizonyítják, hogy itt a római korban (1-5. század) létezett egy szarmata település. Ennek a közép-ázsiai eredetű népnek első nyomaira 1899-ben leltek a vasútállomás mellett, ahol több sír került elő. Újszász határában, az Újszász–Nagykáta-vasútvonal építésekor 21 darab római kori pénzt találtak, de ezek a második világháború során eltűntek. 1986-ban pedig alapozási munkák során a 3-4. századból való kerámiaedények maradványaira bukkantak a település belterületén.
A mai Újszász területén létezett egy kora Árpád-kori település; talán innen származhat a 11. századból származó arany feszület-korpusz, amelynek lelőhelyeként Újszász van feltüntetve, és ami a Magyar Nemzeti Múzeum őrizetében található. Az említett településre, illetve annak szomszédságába a 14-15. században jászok költöztek. A település középkori történetét a fennmaradt írásos bizonyítékok, oklevelek segítségével követhetjük nyomon. Egyik első okleveles említésekor, 1347-ben már kőtemploma állt, tehát Külső-Szolnok vármegye jelentősebb falvai közé tartozott. Ekkor Szarvas néven is említik. Ennek emlékét ma is létező földrajzi nevek: a Szarvas-halom és a Szarvas-ér őrzi.
A 15. század elején már jászok lakták. Ozorai Pipo temesi főispán fennhatósága alatt Berény székhez tartozó jászkapitányi szállás volt. Az 1424-től név szerint ismert jászkapitányok az Újszászi, később, a 16. század végétől Újszászy nevű köznemesi család ősei voltak. Nemcsak Újszász, hanem a határában lévő Szarvas község is jászkapitányi fennhatóság alatt állt, de ez a település a 15. században elpusztult; az óbudai káptalan 1465-ös oklevele már, mint Szarvas-pusztát említi.
1462. február 9-én Mátyás király egy levelében megerősítette újszászi birtokukban Gozthany Pált, Mihály papot, valamint Újszászi Györgyöt és Mihályt, a nevezett birtokokat pedig Külső-Szolnok megyétől Pest vármegyéhez csatolta át.
A török hódoltság alatt a budai szandzsák pesti náhijéjébe [kb. a járásnak megfelelő közigazgatási egységébe] tartozó adófizető falu volt. Az első népesség-összeírást is a törökök végezték Újszászon, 1546-1590 között. Ebben az időben 200-250-en lakták. 1552-1562 között Zagyvarékas lakói is ide menekültek.
A tizenöt éves háborúban (1593-1606) elnéptelenedett és pusztaként a nagykőrösiek "bírták", de 1629-30-ban már a timár birtokok között szerepelt a török összeírásokban, tehát újra benépesült.
A 17. században folyamatosan lakott volt, s 1666-ban a török hódoltság területén kialakított parasztvármegye harmadik, kecskeméti hadnagyságához tartozott. A török elleni felszabadító háborúk során ismételten kipusztult.
1727-ben Újszász puszta egyik birtokosa Orczy István volt, ő építtetett 1740-ben Szent István tiszteletére egy torony nélküli kápolnát a lassan újra benépesülő birtokán. A birtokosok jobbágyfalu helyett egy erős majorsági uradalom kiépítésére törekedtek. A visszatelepülni akaró szabad jászok (1745-ös redempció) helyett majorsági cselédeket hoztak. Ennek ellenére 1744-től kezdett kiépülni a templom körül a jelenlegi település magja. 1771-ben már község volt itt, bírói szervezettel és községi pecséttel. Az 1786-os összeírás és népszámlálás már egy 633 lakosú jobbágyfaluról készült, ahol 69 lakóházat és 111 családot regisztráltak, s melynek fő tevékenysége a földművelés és a legeltető állattenyésztés (szarvasmarha-, juhtartás) volt.
Az Orczyak majorsága szépen fejlődött, hiszen 1768-ban a földesúrnak már "régi és száraz malmai" voltak itt. Az 1828-as regisztrálás szerint iparosok még nem laktak a községben, csak az uradalomban dolgozott egy kovács, az 1848-as bevonuló honvédek között viszont már akadt molnár, csizmadia, kovács és kereskedő is. Az anyakönyveket 1787 óta vezetik, ekkor létesítették a helyi lelkészséget, amelyet 1807-ben emeltek plébániai rangra.
Az 1800-as évek első felének Újszászát így írja le Fényes Elek: "Újszász, magyar falu, Pest-Pilis vármegyében, rónaságon, utolsó posta Abony. Határa gazdag termékenységű fekete föld, mely szép tiszta búzát, árpát, kukoriczát, zabot terem; marhatenyésztése jó. Úrbéri föld csak 286 hold, rét 110 hold és legelő 552, a többi majorsági birtok. Lakja 1888 római katolikus, paroch. templommal. Van itt az uraságnak éppen a Zagyva vize mellett egy jeles kastélya, hozzátartozó tágas sétáló és gyümölcsös kerttel együtt. A határ szélén folyik tudniillik az egybeszakadt Zagyva és Tarna vize, melyen az uraságnak tíz kőre épült jövedelmes malma van. Bírja báró Orczy György."
Az említett klasszicista stílusú kastélyt 1830 körül építtette Orczy György. Az épülethez tartozó 65 holdnyi erdőt, az egykori kastély angolkertjét (1991 óta Parkerdő) 1890-ben csatolták Besenyszög határából Újszászhoz.
Az 1848–49-es forradalom és szabadságharcban is részt vettek a település lakói, kik közül többen is komáromi menlevéllel tértek haza – azaz a legvégső időpontig harcoltak. A falu összesen 32 honvédet állított. A szabadságharc bukása után Vörösmarty Mihály és sógora, Bajza József itt rejtőzött egy ideig Vörösmarty Jánosnál, aki az Orczy-birtokon dolgozott gazdatisztként.
A 19. század második felétől a település a vasúthálózat kiépülésével jelentős vasúti csomóponttá vált. A Hatvan–Újszász–Szolnok-vasútvonal Újszász–Szolnok szakaszát 1872-ben adták át a forgalomnak. 1882-ben megépült az Újszász–Rákos-fővonal, 1885-ben pedig az Újszász–Jászapáti-vasút is; ez utóbbit 1911-ben meghosszabbították Jászapátitól Vámosgyörkig.
Az újszászi iskolai oktatásról először 1851-ből van dokumentum, amely szerint ez idő tájt 205 gyerek járt itt iskolába. 1859-ben két tantermes iskolát építettek a templom mellett; ez a helyi szóhasználatban a "tornyos" iskola nevet viselte.
1890-ben újabb két tantermes iskola épült ("Millenniumi", ma "Hosszú" iskola), amelyet 1900-ban bővítettek négy tantermesre. Ebben az időben kezdte meg működését a nagy-göbölyjárási uradalmi iskola is. 1907 táján egy újabb egy tantermes iskolát adtak át – az úgynevezett Schader iskolát –, amelyet később a tanítói lakás átalakításával két tantermesre bővítettek.
A jelenleg is álló neoromán stílusú templomot 1885-ben építtette Orczy Béla és Orczy Andor.
Az 1890-es évek végén épült az Orczyak másik, eklektikus stílusú kastélya a Szarvas-halmon. A kétemeletes, hatalmas épület az egykori Szarvas-ér és Szarvas-halom körüli ligeterdő területén helyezkedik el. Az épület körüli kastélyparkban növényritkaságok és őshonos fák találhatók.
A 20. század fordulóján erősen megélénkült az addig szórványos ipari és kereskedelmi tevékenység. 1899-ben létesült az Újszászi Hitelszövetkezet. 1900-ban alapította Dessewffy Emil földbirtokos az Újszászi Hangya Fogyasztási Szövetkezetet, amelynek 1939-re a központján felül már egy fióküzlete is működött. 1910-ben a településen 13 kovács, 5 lakatos, 1 fonó- és szövőiparos, 10 szabó, 14 cipész és csizmadia, 4 malomipari dolgozó, 1 pék, 9 hentes és mészáros, 2 kőműves, 5 ács, 15 szállodás és vendéglős, 19 egyéb iparos működött. 1913-ban a községnek már saját körorvosa és gyógyszerésze is volt. Ebben az évben alakult az Iparostanonc Iskola is, amely egészen 1936-ig működött.
1910-ben 1 birtokos gazdálkodott 100 hold feletti területen, 30 birtokos 10-100 hold közötti földterületet művelt és 134 birtokos rendelkezett 10 holdnál kevesebb területtel. Ekkor Dessewffy Emilnek és Orczy Andornak volt nagybirtoka. 1935-ben a legjelentősebb birtokosok voltak: Orczy Lőrinc, Orczy Zsuzsanna, a Continental and Agricultural Investment Ltd. nevű londoni vállalat, a Tápiólaposi Legeltető Társulat, Újszász község, Bauer Imre, illetve az Ökörjárási Legeltetési Társulat.
1913-14-ben jelent meg az első helyi lap, Tarsoly címmel, aminek kiadását az Iskolánkívüli Népművelési Bizottság segítette.
Újszász a 19. század középéig szinte teljesen katolikus település volt, ebben az időszakban kezdődött meg reformátusok beköltözése. A vasútépítés idején is sok református vallású vasúti alkalmazott telepedett itt le. 1926-ban Szolnok fiókegyházaként jött létre az első református közösség a településen. Ekkor még az Orczy-kastélyban tartották istentiszteleteiket. Az 1930-as években vásároltak a hitélet gyakorlására alkalmas házat és telket. 1946-tól rendelkeznek az újszászi reformátusok önálló egyházközségi jogállással.
Az első világháború idején a község 950 lakosa vonult hadba, közülük 110-en haltak hősi halált; nevüket emléktábla őrzi a templom oldalfalán.
1919-ben román csapatok szállták meg a települést, és hadifogolytábort létesítettek itt.
A két világháború közti békeidőben minden szempontból fellendült a község fejlődése. 1924-ben állami, egy tantermes iskolát adtak át, majd 1929-ben óvodát is létrehoztak. 1930-ban újabb két tantermes iskolában (Nagykerti iskola) kezdődött meg az oktatás. 1940-ben épült fel az új Göbölyjárási iskola. A Zagyva 1940. évi árvize következtében 1941-ben a régi "tornyos iskola" összedőlt.
Az első újszászi sportegyesület, az UTE (Újszászi Testedzők Egyesülete) 1925-ben alakult meg. Ekkor avatták fel a ma már relikviaként őrzött UTE-zászlót, melyet Orczy Zsuzsanna bárónő szalagja díszít. 1941-ben a községi labdarúgó egyesület MOVE (Magyar Országos Véderő Egyesület) Újszászi Társadalmi és Sport Egyesület néven volt nyilvántartva. A labdarúgás mellett ekkor már lövész egyesület is működött.
1929-ben a településen 2 könyvtár működött, az egyik a római katolikus elemi iskolában, a másik a községházán. A könyvállomány mintegy 400 kötetből állt.
A kereskedelem és az ipar is fellendült: volt a községnek bőr-, fa-, gabona-, rövidáru-, toll-, mész- és cementkereskedője, több nagykereskedője, hentese és mészárosa, kocsmárosa és vendéglőse, valamint dohánytőzsére is. További mesteremberei voltak asztalos, ács, bádogos, bognár, borbély, cipész, kőműves, férfi- és női szabó, fényképész, géplakatos, kovács, órás és pék szakágban. Ekkoriban évi szinten 3 országos és 1 hetivásárt tartottak. 1933-ban Tejszövetkezet alakult. Legnagyobb ipari üzeme a gőzmalom volt, mely 1910-ben még Dessewffy Emil, húsz év múlva már a Csányi Gazdák Rt. tulajdonát képezte. A községet 1935-ben kapcsolták be a villamos hálózatba.
A II. világháború utolsó szakaszában, 1944 novemberében, a Zagyvarékas térségében kezdett német páncélos ellentámadás következtében súlyos harcok alakultak ki Újszász környékén. A szovjet csapatok november 11-én "vették birtokba" a települést, de a harcok során számos lakóház és középület rongálódott meg, köztük a katolikus templom épülete is. A németek négy közúti és vasúti hidat robbantottak fel, csak egy itteni híd maradt épségben.
1945-1949 között a földreform során 524 igénylő között 4167 kataszteri hold földet osztottak fel. Az 1946-os területrendezések során Újszászt Pest-Pilis-Solt-Kiskun vármegyéből Jász-Nagykun-Szolnok megye Szolnoki járásához csatolták vissza. A községi tanács 1950-ben alakult meg. 1962-ben költözött az Újszászi Községi Tanács az elkészült új épület emeleti részébe. Az Újszászi Földműves Szövetkezet 1946. szeptember 15-én alakult 110 taggal. Kereskedelemmel és termeltetéssel is foglalkozott, így a magánkereskedők fokozatosan kiszorultak a piacról. 1947 után megkezdődött a bolti és vendéglátóipari tevékenység kiépülése is. A szövetkezet az első boltját 1946-ban nyitotta, 1950-ben pedig megnyílt az első melegkonyhás vendéglátóipari egység is; egy évtizeddel később, 1960-ban ezt egy cukrászda megnyitása követte.
Az első helyi termelőszövetkezet 1949. október 10-én alakult "Szabadság" néven, ezt 1951-ben egy újabb követtte "Bem" néven. 1952-ben alakult a Kossuth TSZCS, amely 1956-ban felbomlott, míg a másik kettő meggyengült és Szabadság TSZ néven egyesült 1959-ben, összterülete ekkor 5812 hold, tagjainak száma 912 volt. A termelőszövetkezet uralkodó tevékenységi területe a növénytermesztés volt – főleg kukoricát, napraforgót, cukorrépát, repcét termeltek –; az állattenyésztésben a szarvasmarha-tenyésztés dominált. A termelőszövetkezet a melléktevékenység keretében maga állította elő az állattenyésztés számára a keveréktakarmányt, továbbá építőipari, szállítási és kereskedelmi tevékenységet is folytatott. 1992-ben a termelőszövetkezet átalakult, neve "Szabadság" Mezőgazdasági Szövetkezet lett. Új, 5 tagú igazgatóságot és 3 tagú felügyelő bizottságot választottak, s az átalakult szövetkezet 2200 hektár területen kezdett gazdálkodásba. A kárpótlások során a termelőszövetkezet összesen 1426,86 hektár földterületet jelölt ki földárverésekre, melyek aranykorona-értékének átlaga 23,66 AK volt. 1992-től a településen megindultak a földárverések. Megalakult a Földrendező Bizottság és a helyi Érdekegyeztető Fórum. 1993-ban pedig létrejött a Földkiadó Bizottság 17 taggal, a 679 részarány-tulajdonos földkiadási eljárásainak lebonyolítására. 1992-től kárpótlási jeggyel 300-an jutottak termőföldhöz. 1994-ben 75 magángazda művelte földjét. Napjainkban két kiemelkedő nagyságú magángazdaság található a városban.
Az Újszászi Vegyes Kisipari Termelőszövetkezet 1951. augusztus 20-án alakult 10 fővel. Kezdeti tevékenységi köre a cipő-, asztalos-, fodrász- és szabóipari tevékenységekre terjedt ki, és főleg lakossági szolgáltatásokat kínált. 1959 márciusában építőrészleg is alakult, a következő évben pedig a szervezet átköltözött a Hunyadi út egyik épületébe. A Bajcsy-Zsilinszky úton szolgáltatóházat építettek, ott kapott helyet a fodrászat és a varroda. 1965-ben műszerész részleg alakult, 1967-ben vasipari részleget, 1972-től tekercselő üzemet alakítottak ki. A KTSZ elnevezése 1992-ben "Újszászi Vegyesipari Szövetkezet"-re változott. 1991-től kereskedelmi tevékenységet is folytatnak.
Az Újszászi Takarékszövetkezet 1960. október 25-én alakult meg. Napjainkban "Újszász és Vidéke Takarékszövetkezet" az elnevezése. 1996-ban adták át Újszászon a takarékszövetkezet új irodaházát.
A vasút mellett lévő 600 vagonos Tárházat 1962-ben építtette a Szolnok megyei Gabonaforgalmi és Malomipari Vállalat, 6 millió forint beruházással. 1993-től működik az Alföldi Gabonaipari Rt. keverőüzeme. Tevékenységi köre a keveréktakarmány-gyártás és -forgalmazás, -felvásárlás és -raktározás; korszerű iparvágánnyal és nagy átvevő kapacitással működik.
Az orvosi ellátás is fellendült. 1948-ban új orvosi lakást építettek, majd 1954-ben átalakítással Tüdőszanatóriumot hoztak létre a Szarvas-halmi kastélyban. (A kastélyban 1935-től a soproni apáca rendház által fenntartott Újszászi Isteni Megváltó Lányai Üdülőház kapott helyet.) 1958-ban hozták létre a szociális otthont 100 férőhellyel, a Zagyva-parti műemlék kastélyban. 1960-ban két körzeti orvos, két védőnő, két házi betegápoló volt Újszászon.
1945-ben, a fokozatos összevonások eredményeként három iskola volt a községben: a Községi (8 tanító, 733 gyerek), a Nagykert-majori (2 tanító, 132 gyerek) és a Göbölyjárási (64 tanuló). 1948-ban egy három-, majd 1959-ben egy négy tantermes iskolaépület létesült, ugyanakkor további tantermeket is kialakítottak. 1953-ban megszűnt a Göbölyjárási iskola. 1955-ben létrehoztak egy 30 férőhelyes óvodát és átadták a bölcsődét is. Összesen három óvodai egység működött, ezek 1982-től közös intézményként Összevont Óvodai Intézmény néven működnek. Az alapfokú iskolai ellátást a település két különböző területén létesített általános iskolai tantermek biztosítják. Az általános iskola 1990 decemberében vette fel Vörösmarty Mihály nevét.
1963-ban alapították Újszászon a gimnáziumot. 10 éven át az általános iskola épületében, közös igazgatás alatt működött a két intézmény. Az 1972/73-as tanévben vált önálló intézménnyé a gimnázium. Különvált az általános iskolától, új épületbe költözött, neve Gimnázium és Közlekedési Szakközépiskola lett. 1988/1989-ben adták át az iskola mellett épült 150 férőhelyes kollégiumot. 1993-ban emléktáblát helyeztek el az iskolában az alapító, Rózsa Imre tiszteletére. Az intézmény a korszerű számítástechnikai eszközeit kihasználva, a megyében elsőként kapcsolódott be az Internet hálózatába.
A közösségi élet a XX. század elejétől igen élénk a községben: több kör és egylet működött. Pl.: Újszászi Római Katolikus Ifjúsági Egylet, Újszászi Levente Egyesület, Temetkezési Egylet, Társaskör, Újszászi Iparoskör, Gazdakör, MÁV alkalmazottak Olvasóköre, Újszászi Önkéntes Tűzoltó Egyesület. Ezek bálokat, színielőadásokat, kulturális rendezvényeket szerveztek. Az öntevékeny csoportok működése az 1970-es évek végén, '80-as évek elején kapott új lendületet. Ezek a civil szerveződések a Művelődési Házban tevékenykedtek, amely 1962-ben költözött a Községi Tanács új épületébe. Sokféle szakkör, klub kapott itt helyet. 1972. szeptember 28-án alakult meg a Hunyadi Mátyás nevét viselő amatőrfilmes klub, melynek tagjai több díjat is nyertek munkáikkal. 1975-ből ismerjük a "Kéve" ifjúsági klubot, de volt rádiószakkör (MHSZ rádióklub), fotószakkör, aranyérmes irodalmi színpad, népi tánc-, báb-, képzőművészeti csoport és Páva-kör is. 1947-ben szerveződött az első galambász egyesület Újszászi R. 7 Postagalamb Egyesület néven. Az 1957-ben alakult Vadásztársaság 10636 hektár területen folytat vadgazdálkodást. 1972-ben kezdte meg működését az Újszászi Szabadság Horgász Egyesület. Az Újszászi Kertbarátok Köre 1977. március 1.-én alakult, 48 taggal. A Rozmaring Népdalkör 1974-ben, a Népi Díszítőművészeti Szakkör 1979-ben szerveződött. 1992-ben 15 fővel alakult meg a Gazdakör. 1993-ban 35 taggal alapították meg a természetvédő klubot. A klub a szűkebb táj természet- és környezetvédelmével foglalkozik.
1950-ben kisebb megszakításokkal letéti könyvtár működött a községben. A Községi Könyvtárt 1954. április 4-én nyitották meg. A könyvtár 1962-ben költözött a községi tanáccsal és a művelődési otthonnal közös új épületbe. 1978 júniusában egy 100 négyzetméter alapterületű épületben önálló gyermekkönyvtár nyílt meg Újszászon. 1980-ban már bontották az életveszélyessé vált épületet. 1984. március 15-én avatták fel a Községi Könyvtár és a Gyermekkönyvtár új, közös épületét 150 négyzetméter alapterületen.
1945 után a községben újabb sportegyesület szerveződött, megalakult az Újszászi Vasutas SE, majd a MOVE megszűnése után ez az új egyesület tömörítette az újszászi sportolókat LOKOMOTÍV, illetve TÖREKVÉS néven. 1955-ben már a labdarúgó szakosztály mellett volt röplabda-, asztalitenisz-, és sakk szakosztály is. Újszász sportolói a kezdetektől ott voltak az akkor még alig ismert triatlon, illetve duatlon sport mezőnyében, "Challenge Day" mozgalomban, az Olimpiai Ötpróbában. Az Ötpróbás Klub (1985 januárjában alakult). Nagy hagyománya van a tömeg- és a szabadidős sportnak. Ennek egyik kiemelkedő eseménye az újszászi parkerdőben (1984-től) évente megrendezett erdei futónap. Pár éve egy különleges kínai sportág, a lábtoll-labda honosodott meg a városban. A helyi sportegyesület neve 1993-ban hivatalosan Újszászi SE. A lakosság összefogásának eredményeként elkészült Tornacsarnokot 1992. október 23.-án avatták fel.
1946-ig Pest-Pilis-Solt-Kiskun vármegye része volt, akkor csatolták Szolnok megyéhez.
1970-ben a település nagyközségi rangot kapott.
A gázhálózat kiépítése 1987-ben, a telefonhálózat korszerűsítése 1989-ben kezdődött.
1990-ben indult az Újszászi Híradó, a rendszerváltás után felállt helyi önkormányzat havilapja; az újság 1990. december 6-án jelent meg először.
A Magyar Köztársaság elnöke 1997. július 1-jén városi címet adományozott Újszásznak.

## Közélete

### Polgármesterei

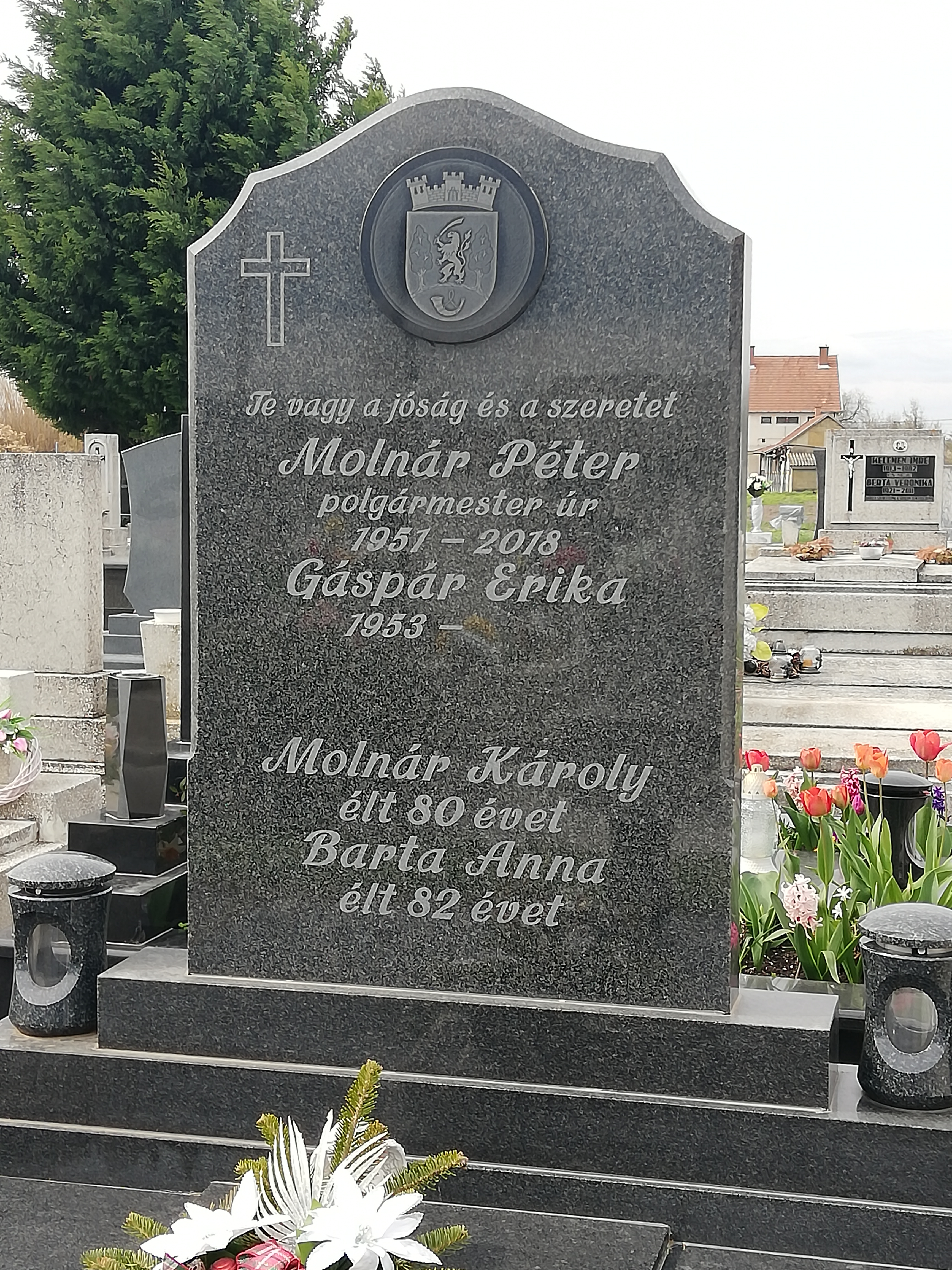
Molnár Péter polgármester sírja díszsírhelyen

- 1990–1994: Nagyné dr. Szelmák Erika [4]
- 1994–1998: Nagyné dr. Szelmák Erika (KDNP-FKgP-MDF)[5]
- 1998–2002: Nagyné dr. Szelmák Erika (MKDSZ)[6]
- 2002–2006: Molnár Péter (MSZP)[7]
- 2006–2010: Molnár Péter (MSZP)[8]
- 2010–2014: Molnár Péter (MSZP)[9]
- 2014–2018: Molnár Péter (MSZP)[10]
- 2018–2019: Dobozi Róbert (független)[11]
- 2019–2024: Dobozi Róbert (független)[12]
- 2024– : Dobozi Róbert (független)[1]

A településen 2018. október 7-én időközi polgármester-választást kellett tartani, mivel az előző, szocialista polgármester, Molnár Péter néhány hónappal korábban elhunyt. A választáson négy jelölt indult a polgármesteri címért, egyikük, Kalmár Dávid munkáspárti színekben, a többiek – köztük az előző polgármester azonos nevű fia – függetlenként. Kalmár 20 szavazatot szerezve 0,84 %-os eredményt ért el, a harmadik helyen Kovács János végzett (57 szavazat, 2,38 %). Molnár Péter 614 szavazata 26,67 %-os eredményhez volt elegendő, így a választást toronymagas előnnyel (1701 érvényes szavazattal, 71,11 %-os eredménnyel) a független létére a Fidesz támogatását is bíró Dobozi Róbert nyerte meg.
2012 előtt a szolnoki székhelyű országgyűlési választókerület része volt, ma a jászberényi központú Jász-Nagykun-Szolnok vármegyei 2. sz. országgyűlési egyéni választókerülethez tartozik.
A településen működik Roma Nemzetiségi Önkormányzat is.

## Népesség
A település népességének változása:
| Lakosok száma | 6216 | 6156 | 6043 | 5735 | 5820 | 5879 | 5887 |
|               | 2013 | 2014 | 2017 | 2021 | 2022 | 2023 | 2024 |

2001-ben a város lakosságának 85%-a magyar, 15%-a cigány nemzetiségűnek vallotta magát.
A 2011-es népszámlálás során a lakosok 84,5%-a magyarnak, 4,4% cigánynak, 0,5% németnek, 0,2% románnak mondta magát (15,3% nem nyilatkozott; a kettős identitások miatt a végösszeg nagyobb lehet 100%-nál). A vallási megoszlás a következő volt: római katolikus 46,5%, református 5%, evangélikus 0,2%, görögkatolikus 0,4%, felekezeten kívüli 15,3% (31,7% nem nyilatkozott).
2022-ben a lakosság 90%-a vallotta magát magyarnak, 2,1% cigánynak, 0,3% németnek, 0,2% románnak, 0,1-0,1% örménynek, bolgárnak, ruszinnak, ukránnak és szlováknak, 1,7% egyéb, nem hazai nemzetiségűnek (9,9% nem nyilatkozott; a kettős identitások miatt a végösszeg nagyobb lehet 100%-nál). Vallásuk szerint 28,6% volt római katolikus, 3,3% református, 0,4% görög katolikus, 0,2% evangélikus, 0,6% egyéb keresztény, 0,7% egyéb katolikus, 18,7% felekezeten kívüli (47,2% nem válaszolt).

## Vallás
A 2001-es népszámlálás adatai alapján a város lakosságának többsége, kb. 69%-a római katolikus vallású. Református kb. 6,5%, evangélikus kb. 0,5%, görögkatolikus pedig szintén kb. 0,5%. Más egyházhoz vagy felekezethez szintén kb. 0,5% tartozik. Ugyanakkor nem tartozik semmilyen egyházhoz vagy felekezethez, illetve nem válaszolt kb. 23%.
2011-ben a vallási megoszlás a következő volt: római katolikus 46,5%, református 5%, evangélikus 0,2%, görögkatolikus 0,4%, felekezeten kívüli 15,3% (31,7% nem nyilatkozott).

### Római katolikus egyház
A Váci egyházmegye (püspökség) Szolnoki Főesperességének Szolnoki Esperesi Kerületébe tartozik, mint önálló plébánia. Plébániatemplomának titulusa: Szent István király. Fíliaként hozzátartozik Szászberek és Zagyvarékas római katolikus lakossága. Anyakönyveit 1787-től vezetik. 1807-ben kapta meg a plébániai rangot.

### Református egyház
A Dunamelléki Református Egyházkerület (püspökség) Délpesti Református Egyházmegyéjéhez (esperesség) tartozik, mint önálló anyaegyházközség.

### Görögkatolikus egyház
A Szórvány Helynökség Budapesti Főesperességének Pesti Esperesi Kerületéhez tartozó Szolnoki Paróchiához tartozik, mint fília.

### Evangélikus egyház
Az Északi Evangélikus Egyházkerület (püspökség) Dél-Pest Megyei Egyházmegyéjének (esperesség) Szolnoki Evangélikus Egyházkerületéhez tartozik, mint szórvány.

## Nevezetességei
- Orczy-kastély (Akácfa u.): 1830 körül épült, klasszicista stílusban. Építtetője Orczy György volt.
- Orczy-kastély (Abonyi út 1.): Az 1880-as évek végén épült, eklektikus stílusban. Építtetője Orczy Andor volt.
- Római katolikus (Szent István-) templom: 1807-ben épült, késő barokk stílusban. Mai neoromán formáját az 1885-ös átalakításkor kapta.
- Az Orczy család kriptája
- Református harangláb: 1949-ben készült.
- Református templom: 1992-ben épült.
- Szent István mellszobra: 2000-ben készült.
- Kopjafa: A település hőseinek emlékére állították.
- Szent Vendel-szobor: 2006-ban faragták újra.
- A vízitúrázásra is alkalmas Zagyva folyó
- Az Újszászi Parkerdő

### A településen gyűjtött népdalok
1918-ban Bartók Béla jelentős népzenei gyűjtést végzett Újszászon. Munkájának eredménye 155 lejegyzett népdal, melyek közül több azóta az egyetemes magyar népdalkincs részévé vált. A gyűjtés külön érdekessége, hogy szinte a teljes anyag egyazon adatközlőtől származott. A Virágéknál ég a világ című, közismert népdalban szereplő: „Varga Borcsa kalapjába fölforrott a tej magába’” szövegrészt Bartók Béla játékosan úgy alakította, hogy az a szívének kedves újszászi adatközlőjéről szóljon.
Az adatközlő lánykori neve Varga Borbála volt, a köznyelv pedig Banga Borcsaként emlegette. E népdalban szerepel az a szövegrész is, hogy „Bátor Mihály odavárja”; az ebben megnevezett férfi pedig Borbála akkori, második férje volt. Bartók tehát azzal akarta megköszönni a közös munkát a hölgynek, hogy beleírta őt és családját a dalba.
Varga Borbála 1893-ban született Újszászon, 1977-ben hunyt el. Az első férje után a Dobóczi Bernátné nevet viselte, de özvegyen maradt, majd második férje után kapta a Bátor Mihályné nevet. A gyűjtésekben adatközlőként mindkét néven fellelhető. A helyi temetőben látható síremléke árulkodik a foglalkozásáról is: szülésznő volt 37 évig, 4500 gyermeket segített világra – áll a sírjára vésve.

Paulovics Géza népzenekutató 1962-ben látogatott Újszászra, és újra begyűjtötte a Bartók által lejegyzett dalokat.
| Cím                      | Gyűjtő      | Év   |
| ------------------------ | ----------- | ---- |
| Megkötöm lovamat         | Bartók Béla | 1918 |
| Falu végén van egy ház   | Bartók Béla | 1918 |
| Feleségem olyan tiszta   | Bartók Béla | 1918 |
| Egyszer egy királyfi     | Bartók Béla | 1918 |
| Bújj, bújj, zöld ág      | Bartók Béla | 1918 |
| Két krajcárom volt nékem | Bartók Béla | 1918 |

## Képgaléria

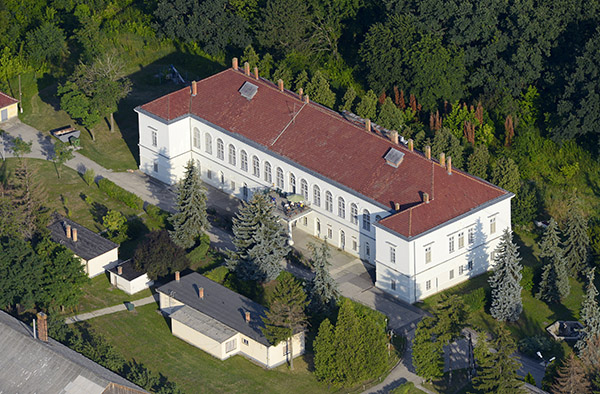
Orczy-kastély (Akácfa u.), légi fotó
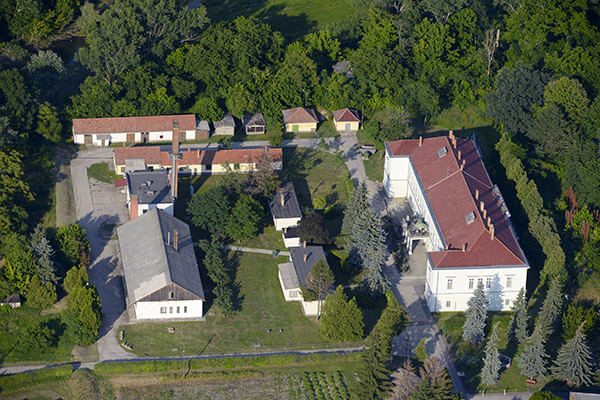
Orczy-kastély (Akácfa u.), légi felvétel
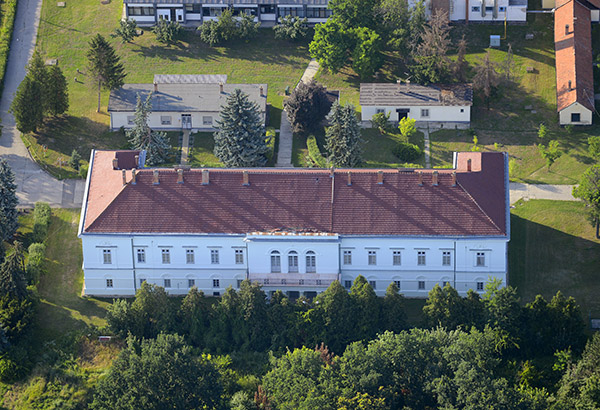
Az Akácfa utcai kastély a levegőből
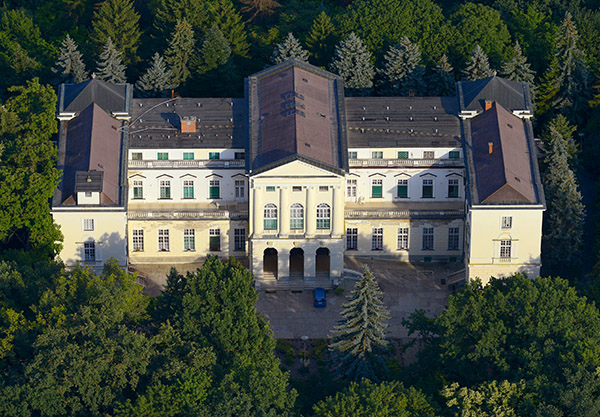
Orczy-kastély (Abonyi út) a levegőből
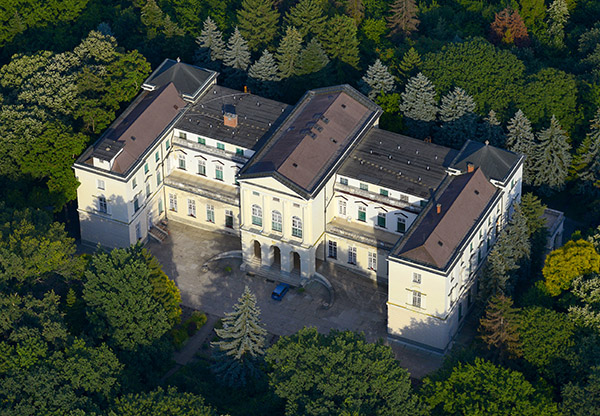
Orczy-kastély (Abonyi út) madártávlatból
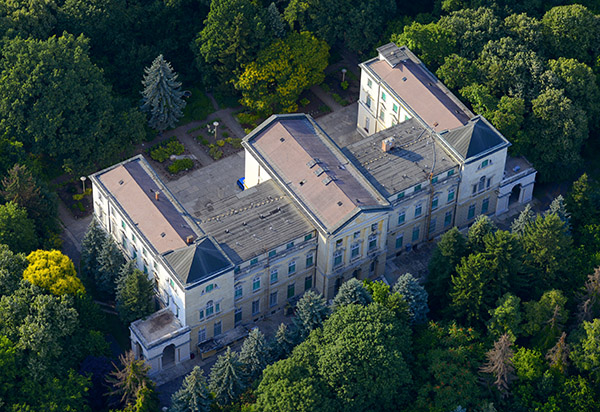
Az Abonyi úti kastély a magasból
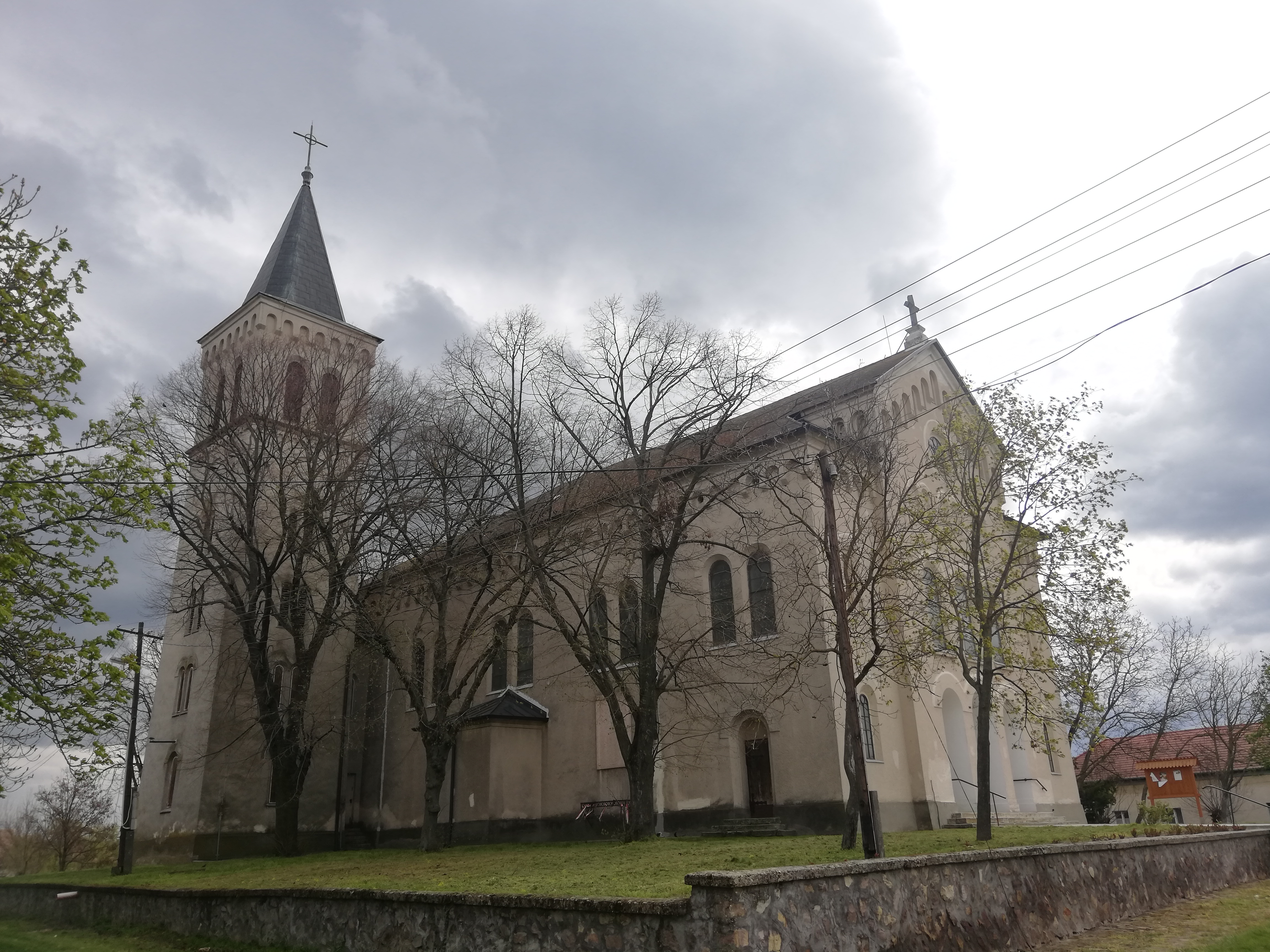
A római katolikus templom
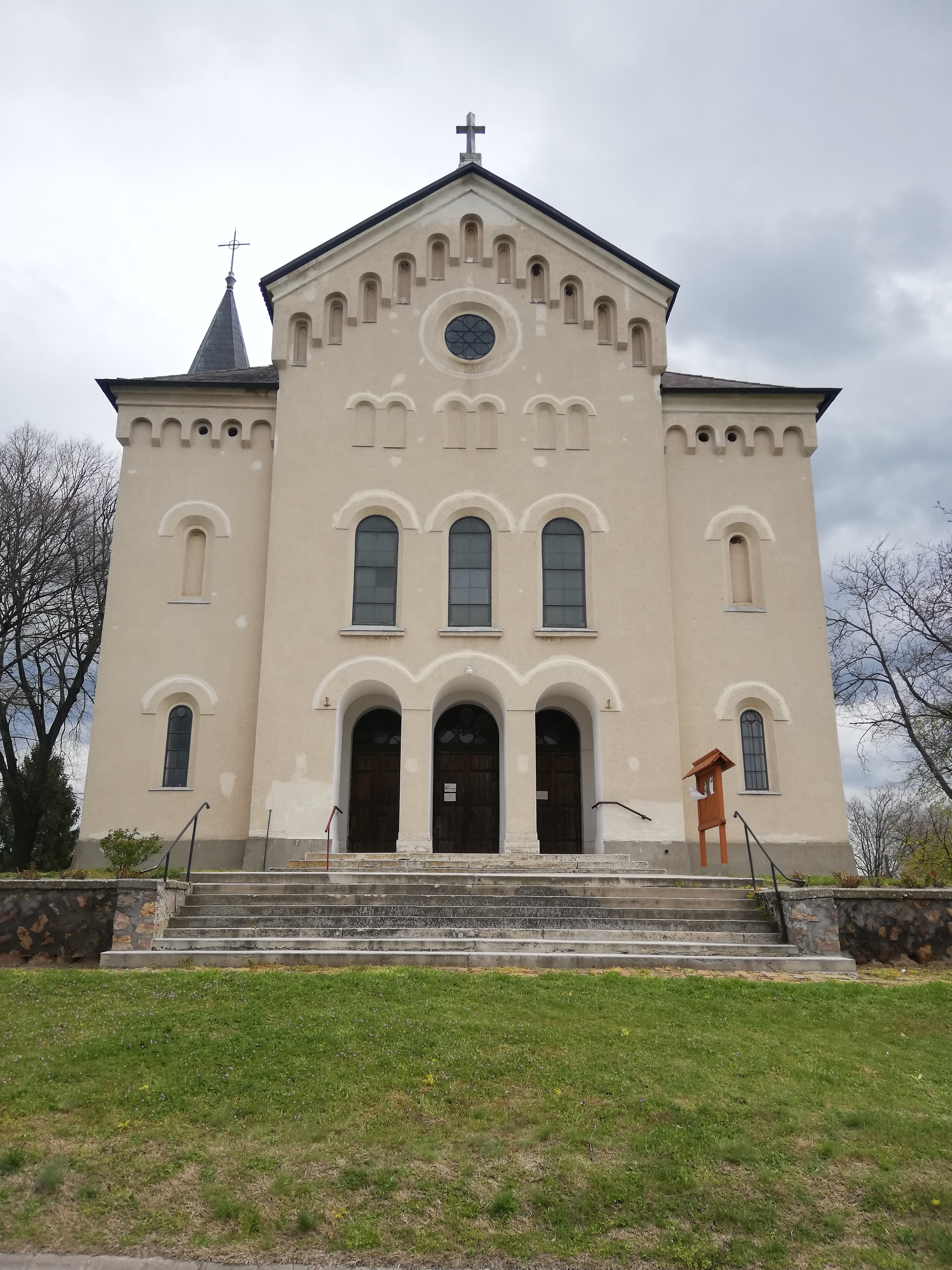
A templom főhomlokzata
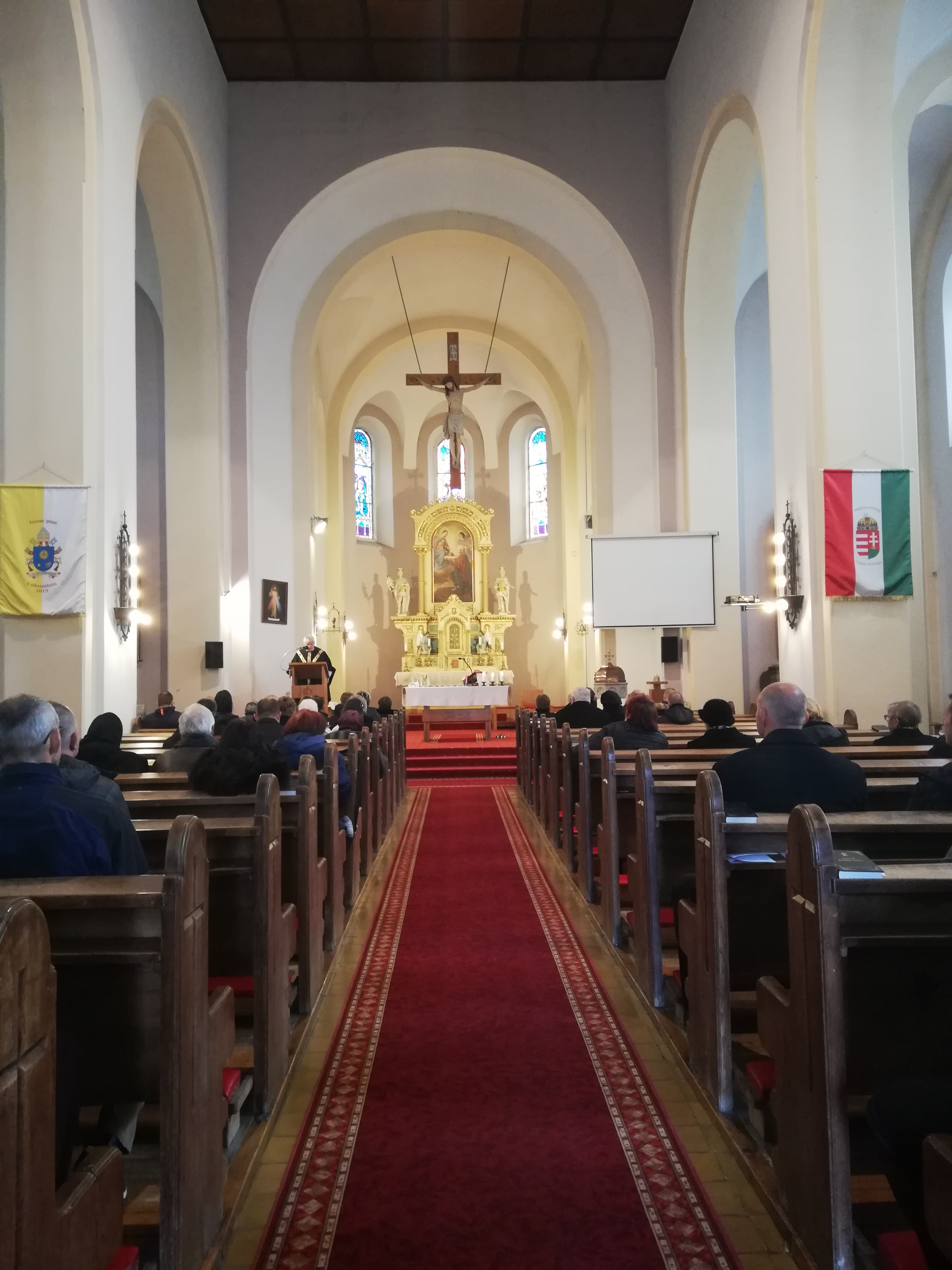
A templom belső tere
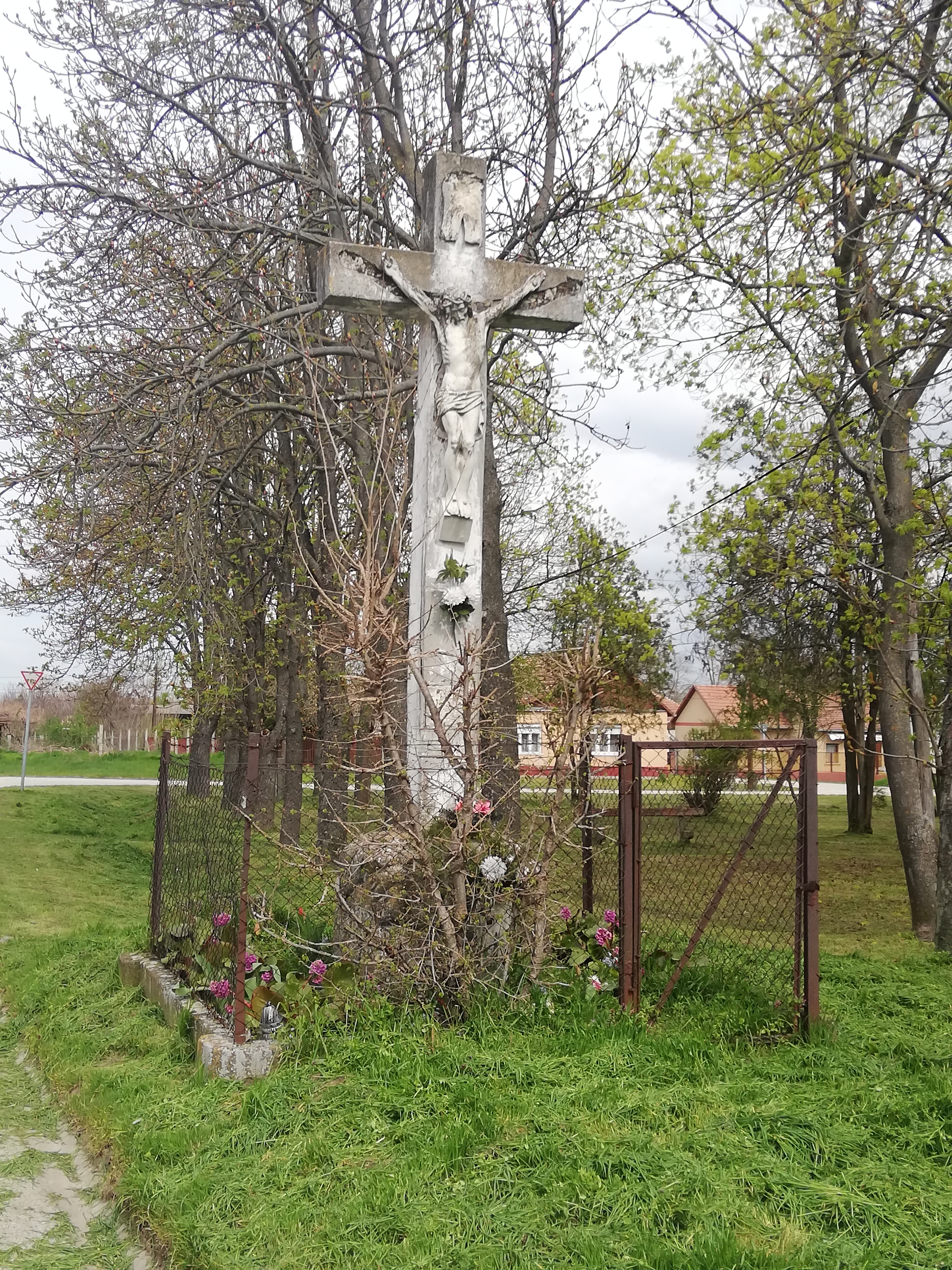
Kőkereszt a templom mellett
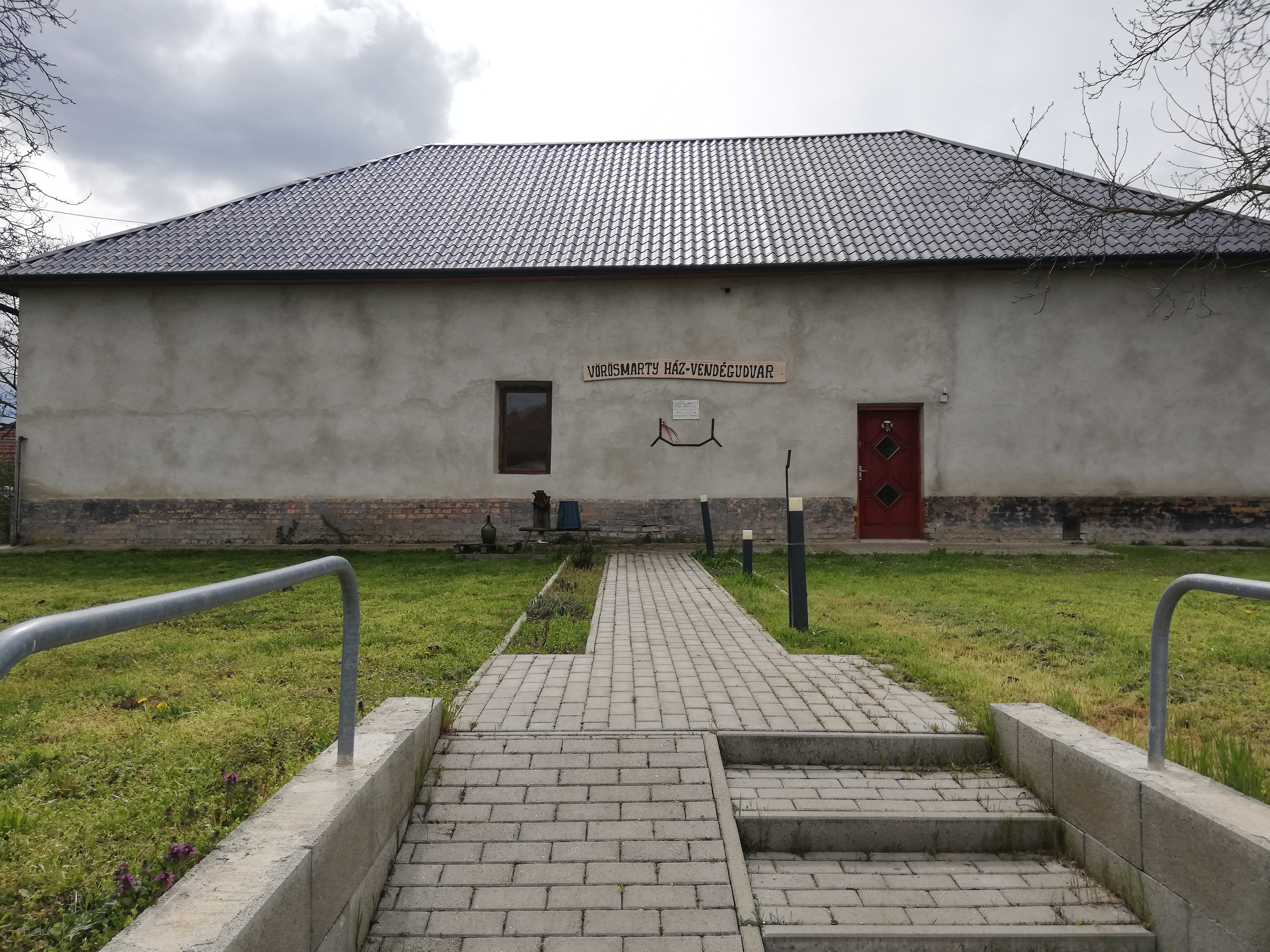
Vörösmarty-ház
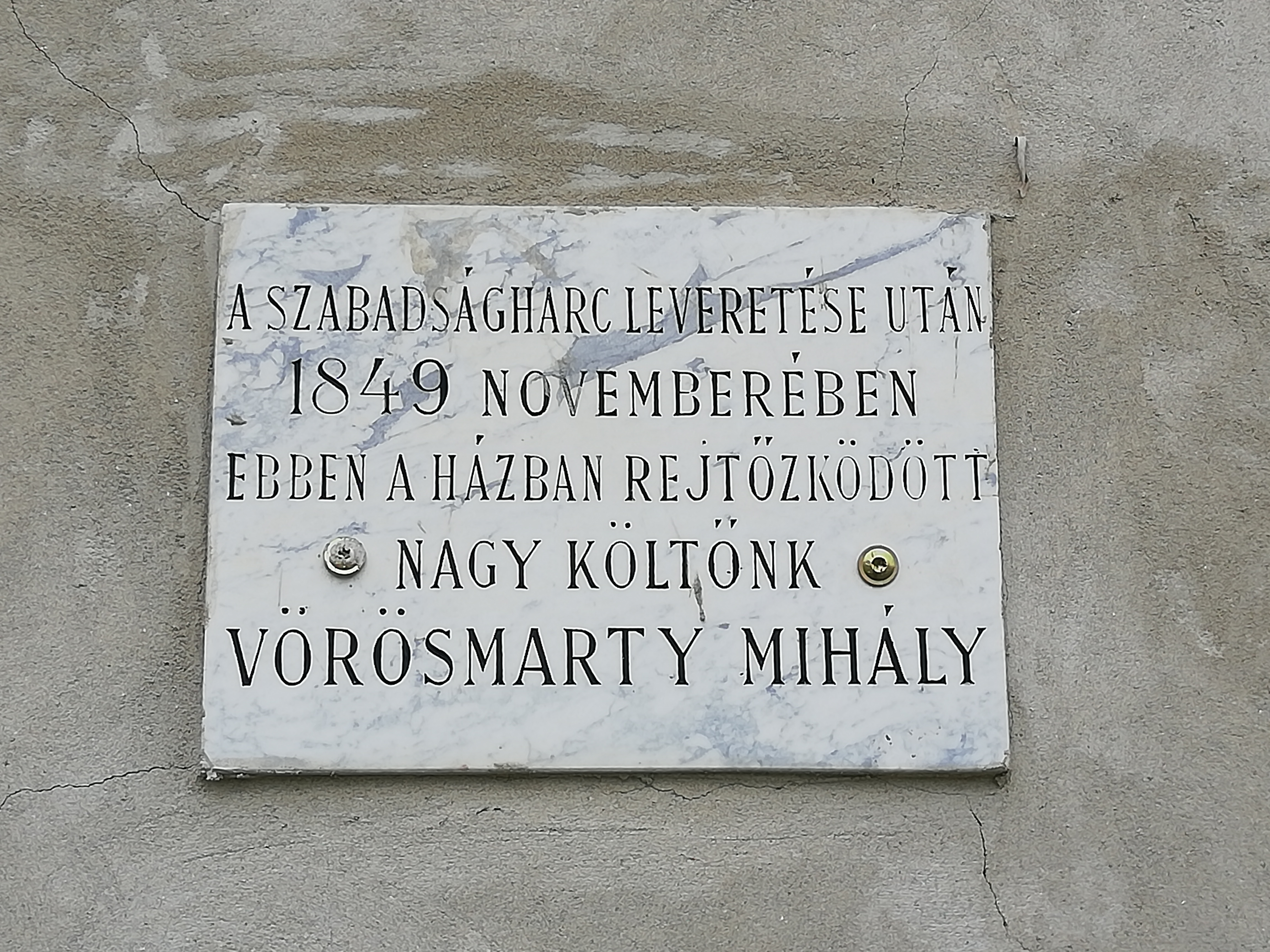
Emléktábla a Vörösmary-ház falán
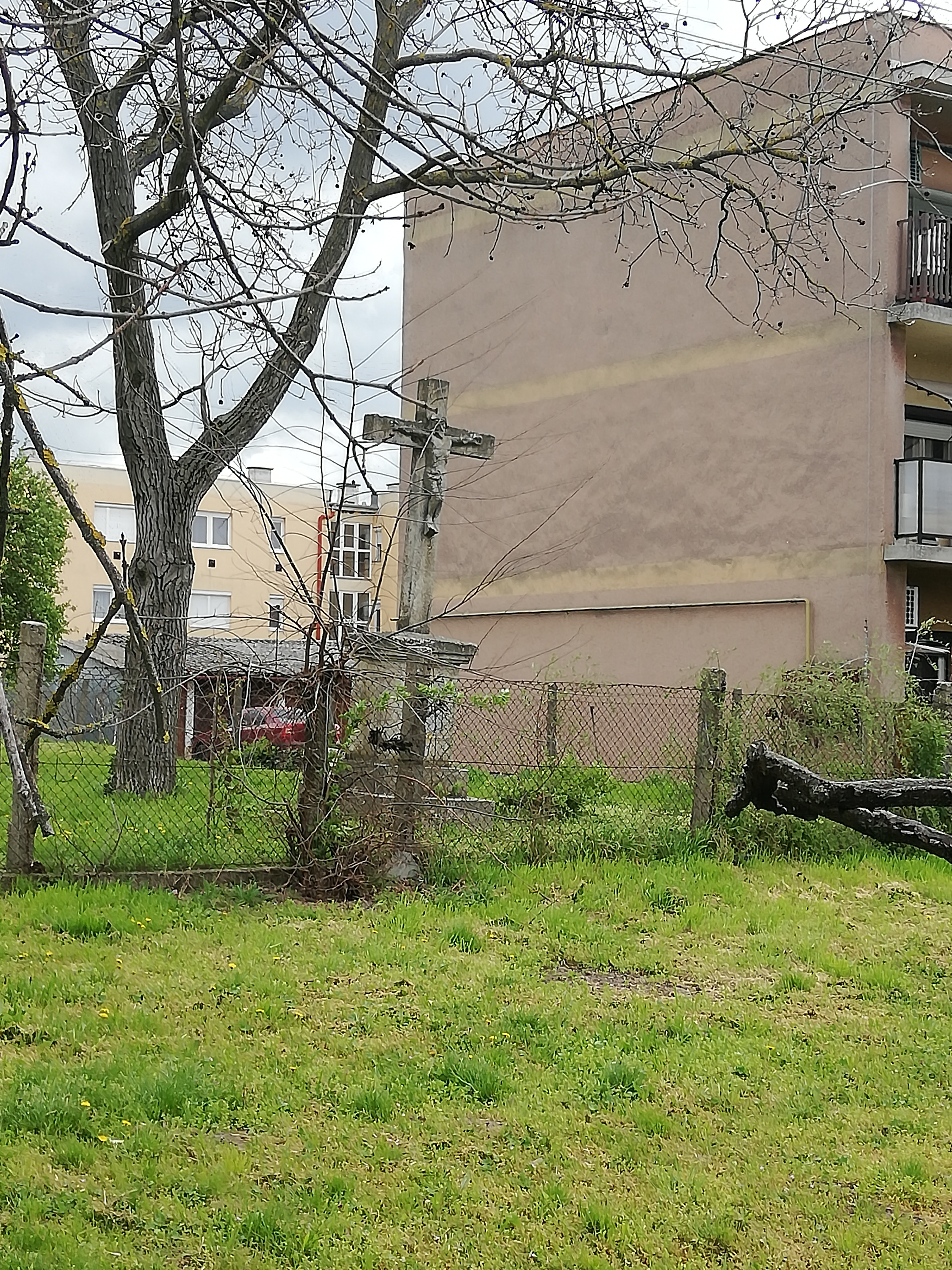
Kőkereszt kockaházak közt
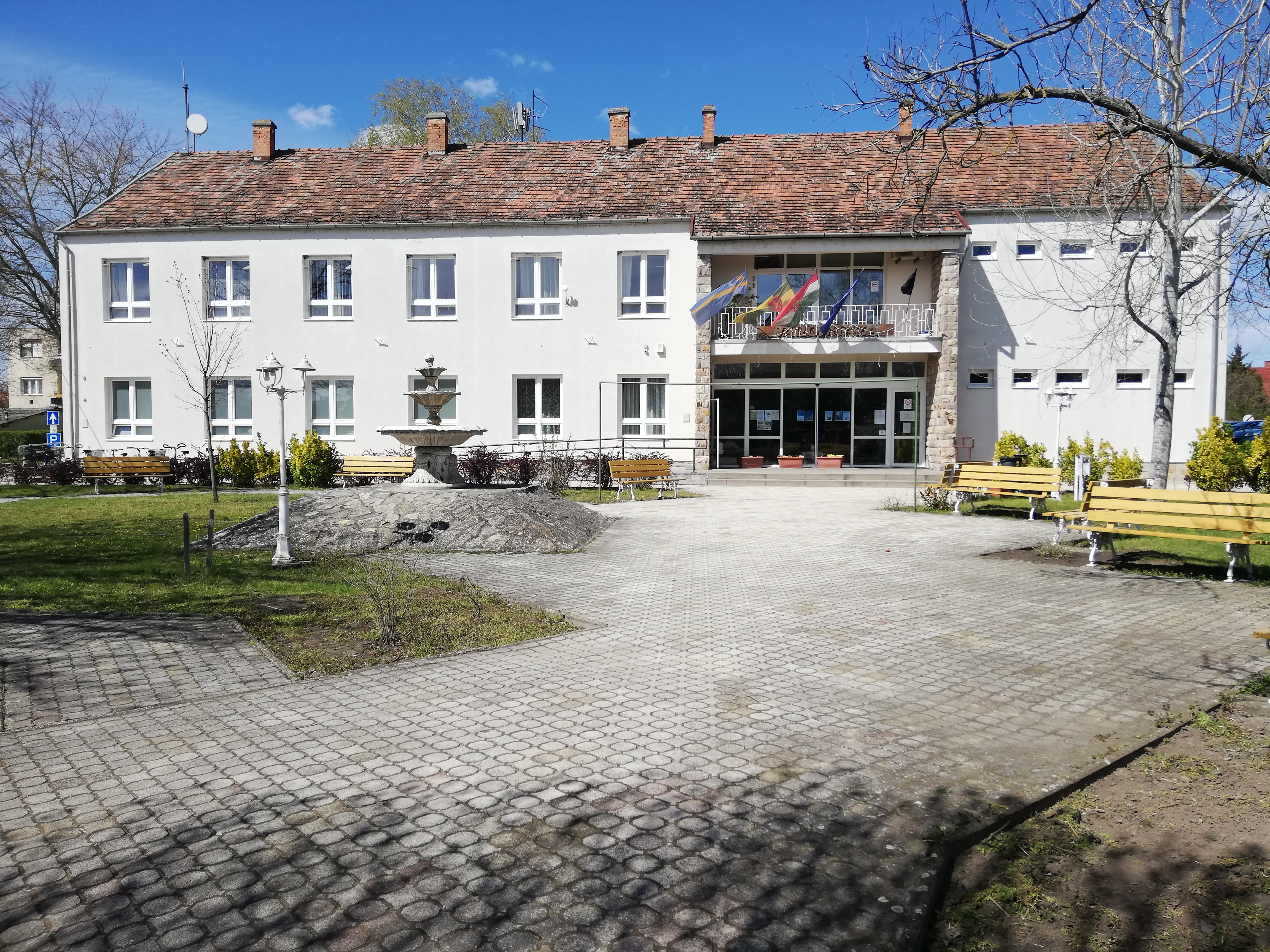
A városháza
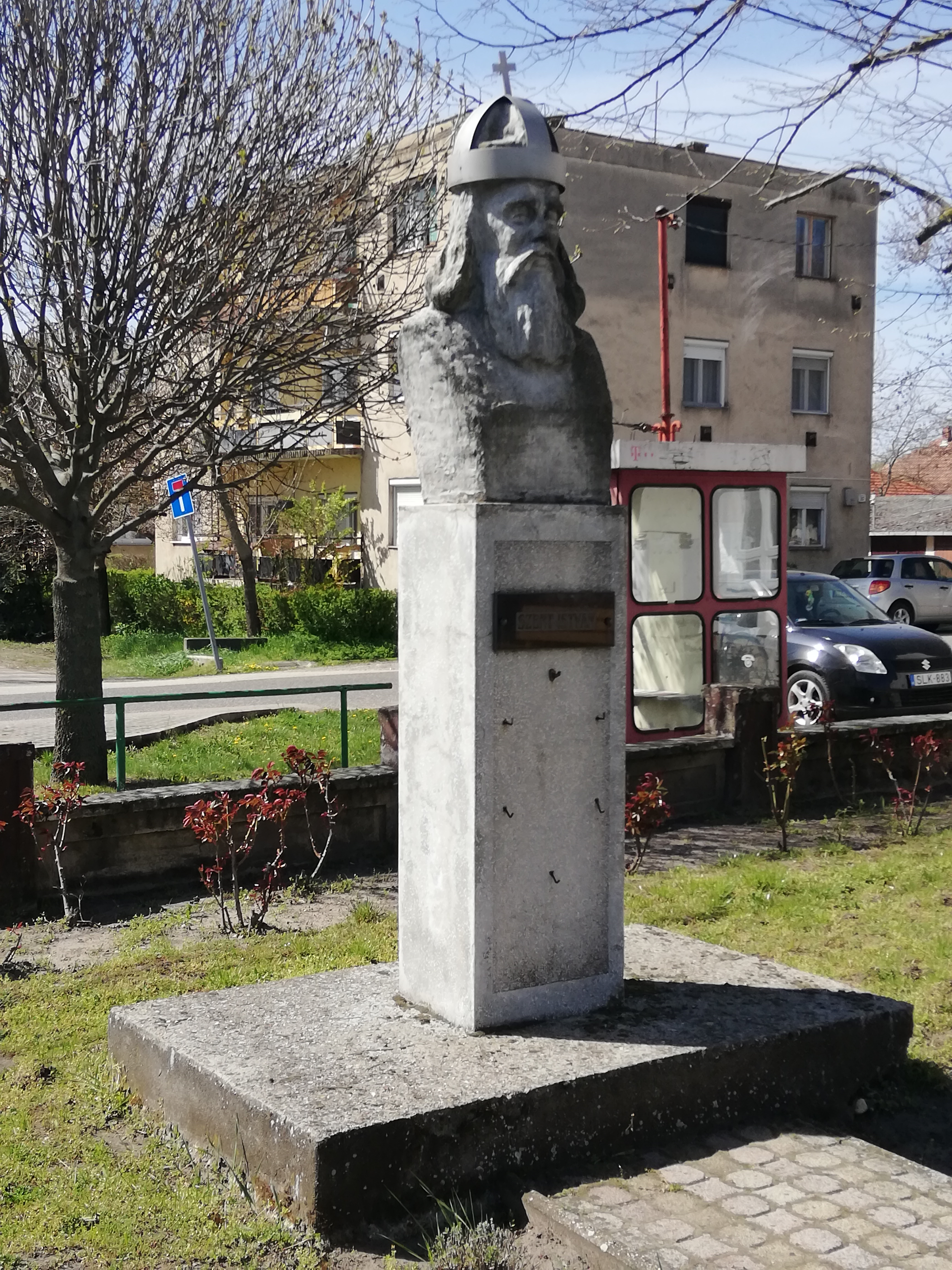
Szent István szobra
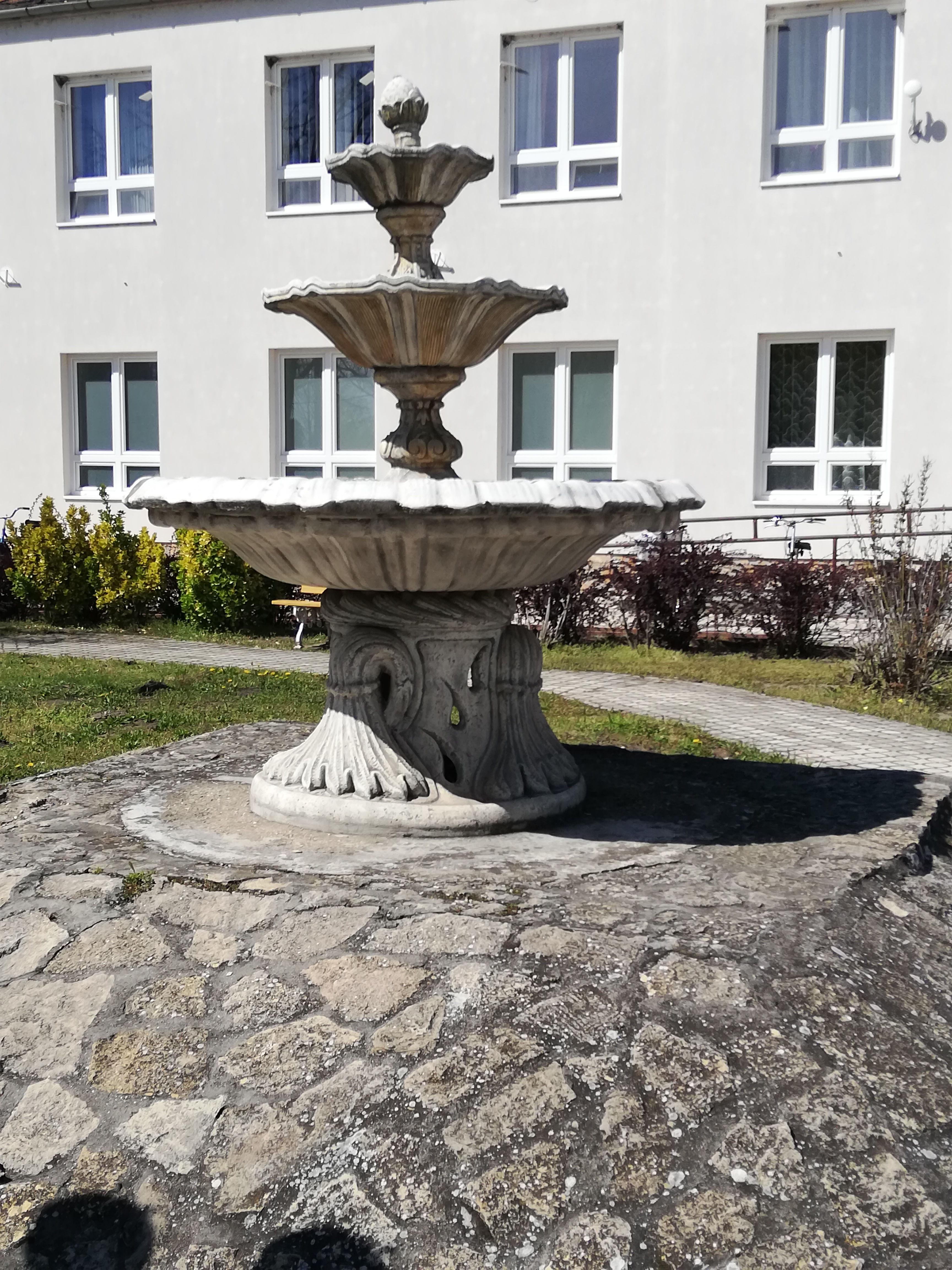
Díszkút a főtéren
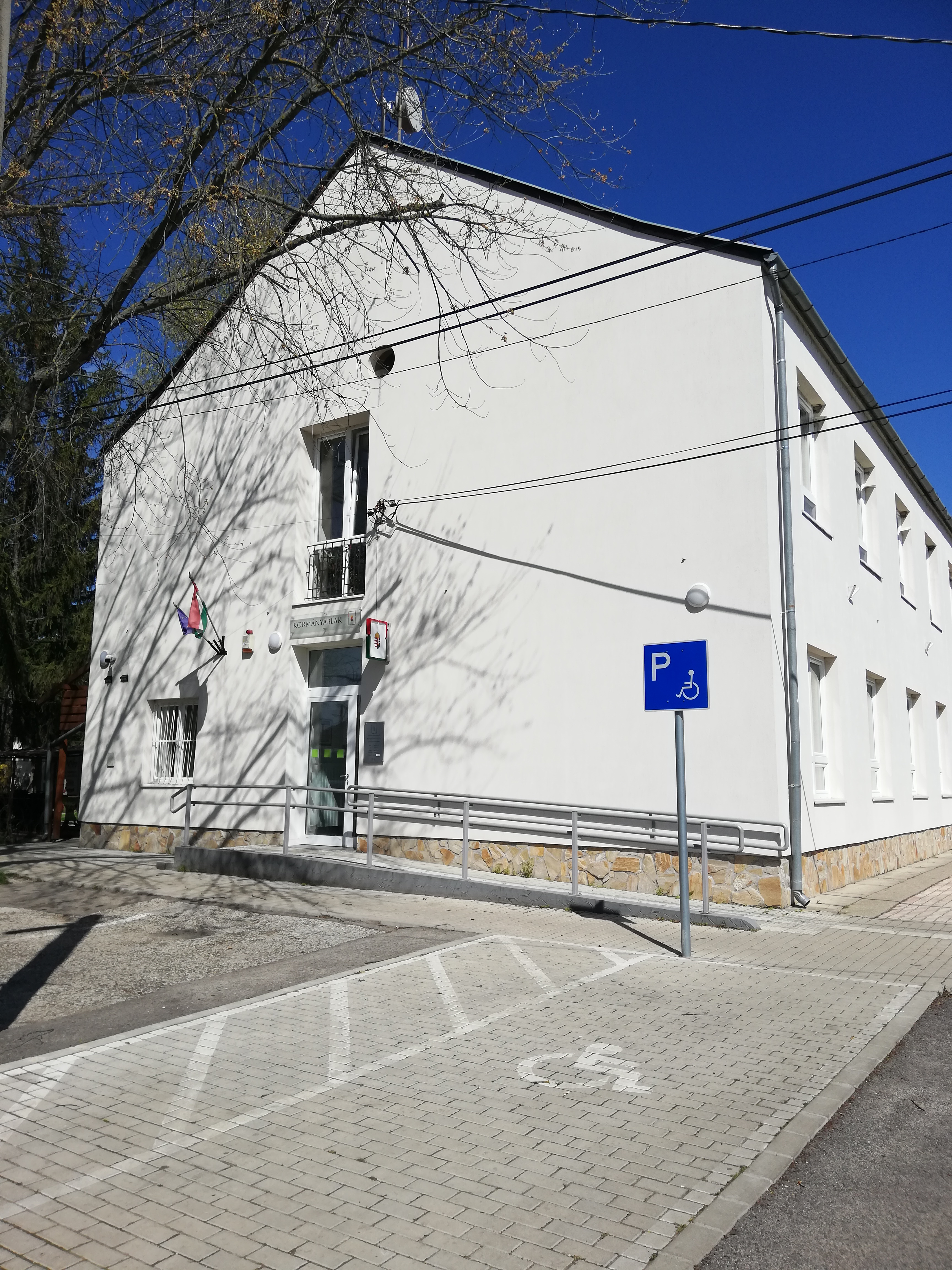
Kormányablak
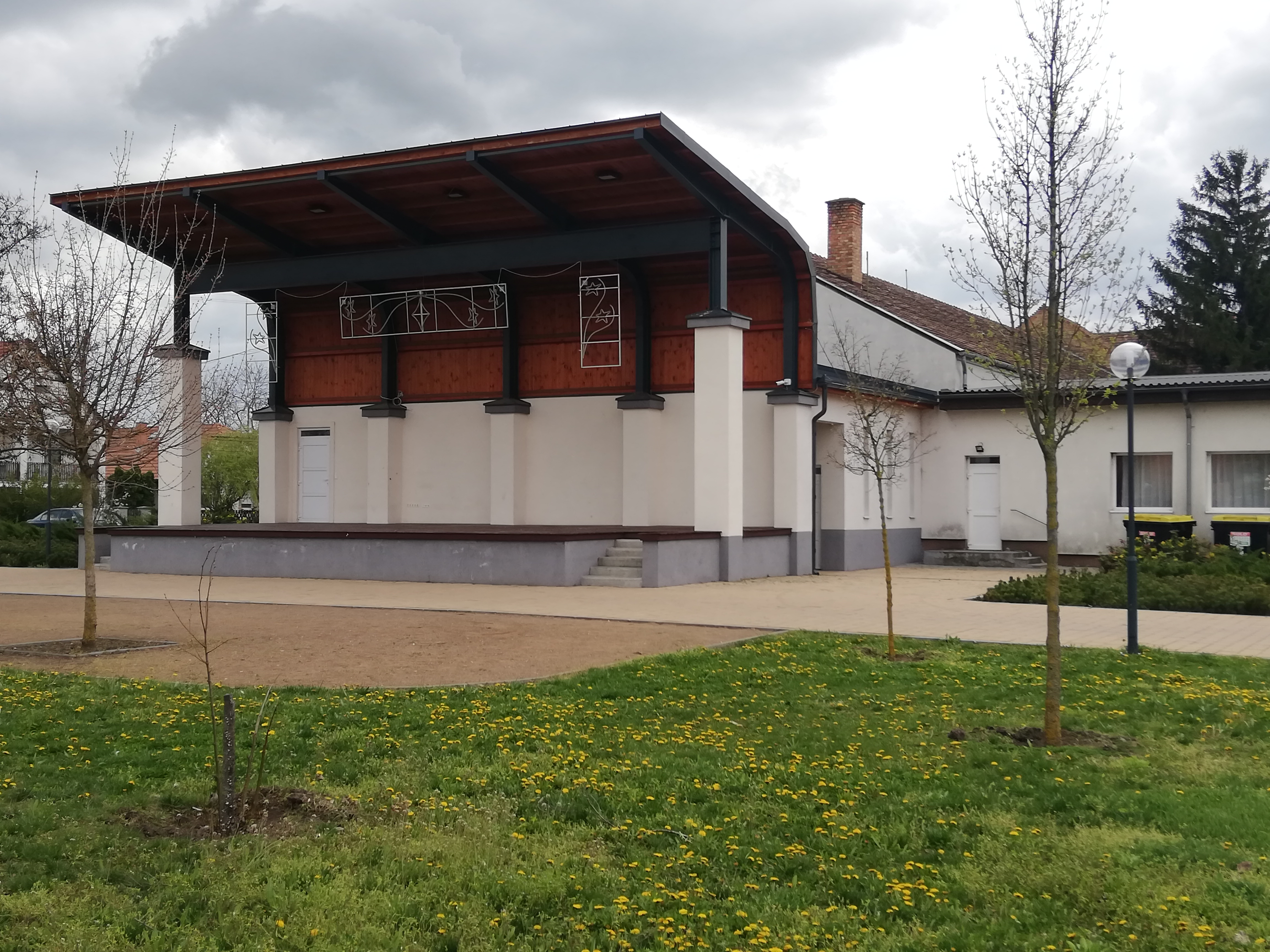
A kultúrház szabadtéri színpada
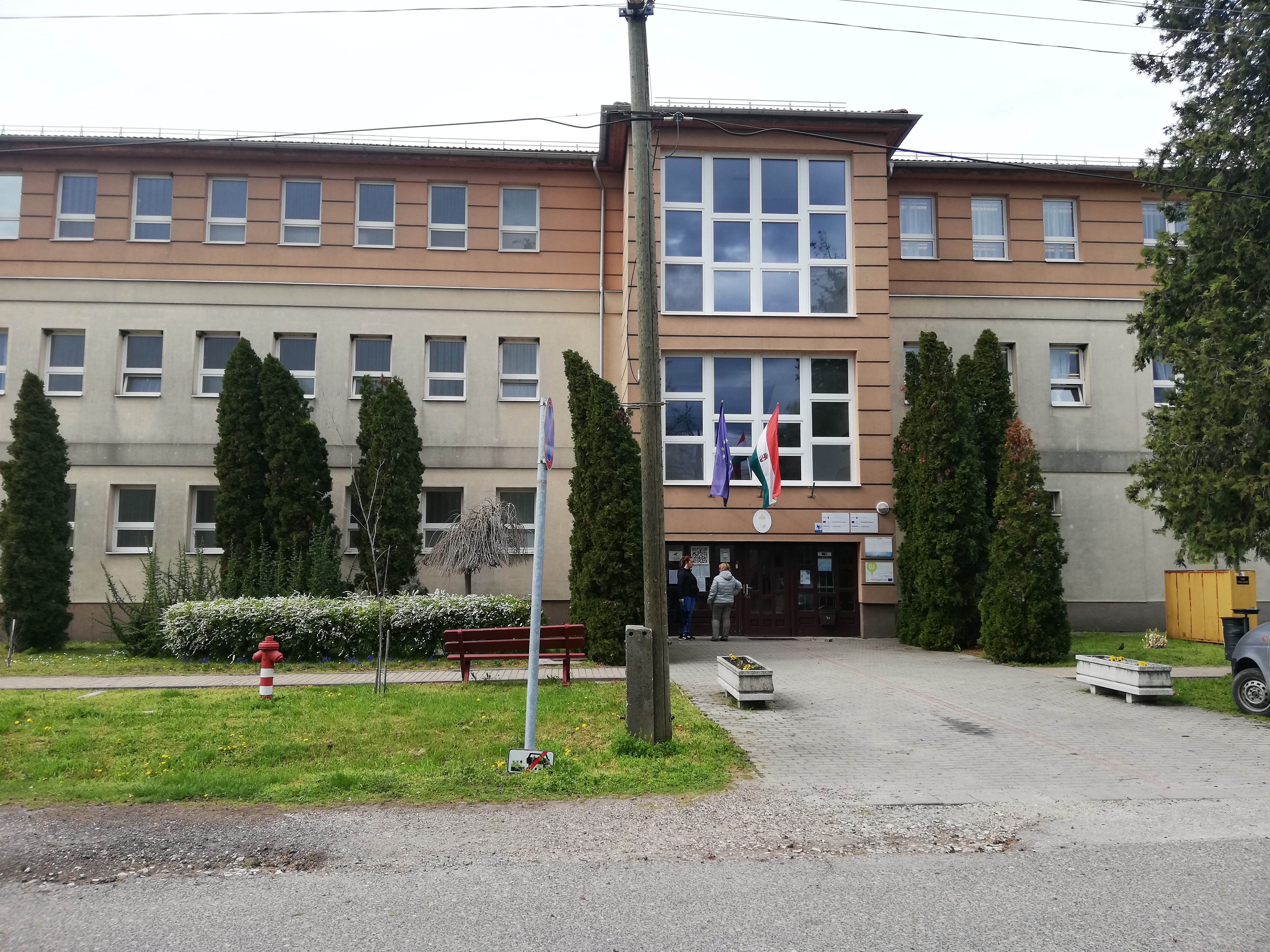
Általános iskola
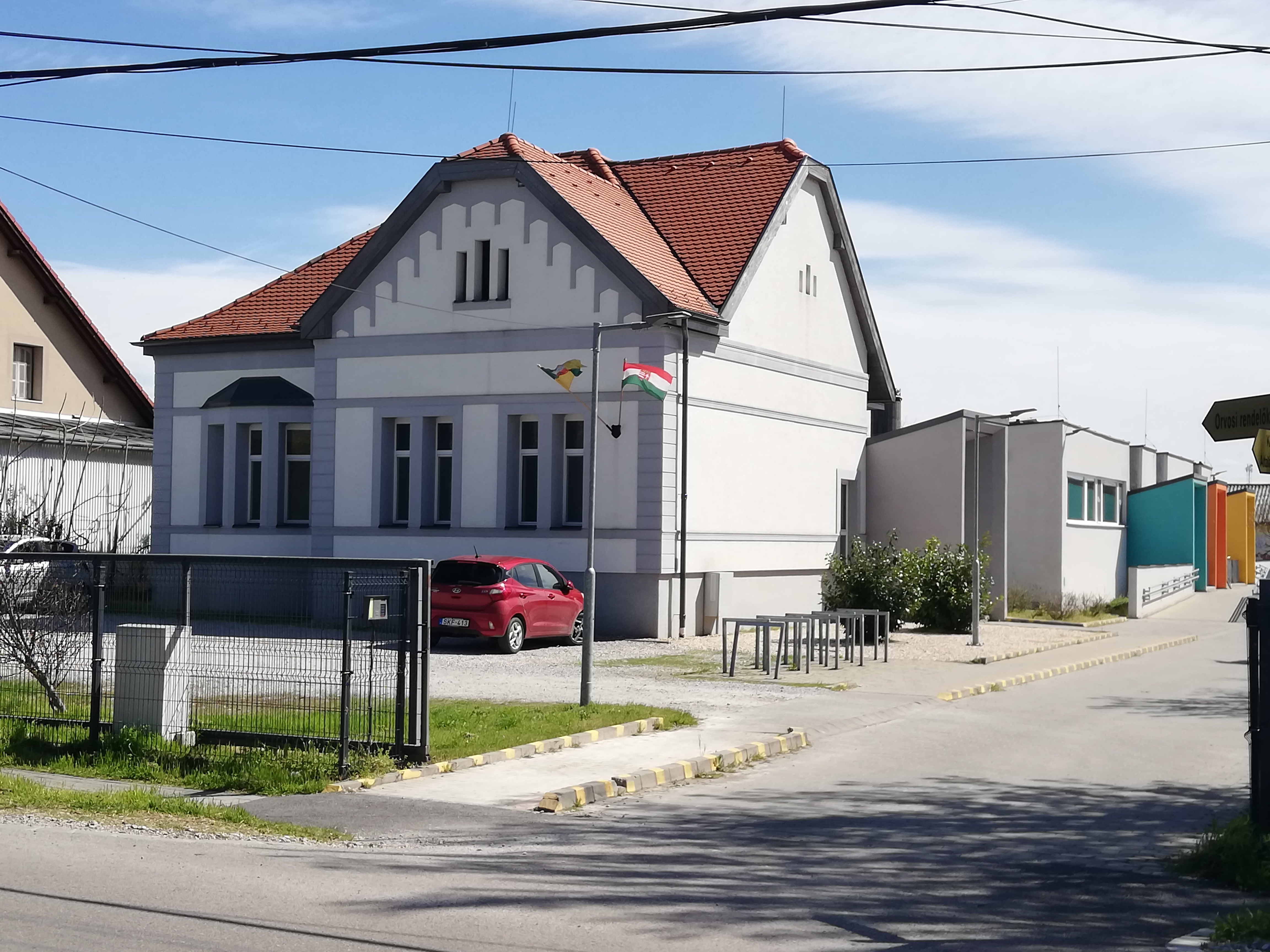
Rendőrőrs
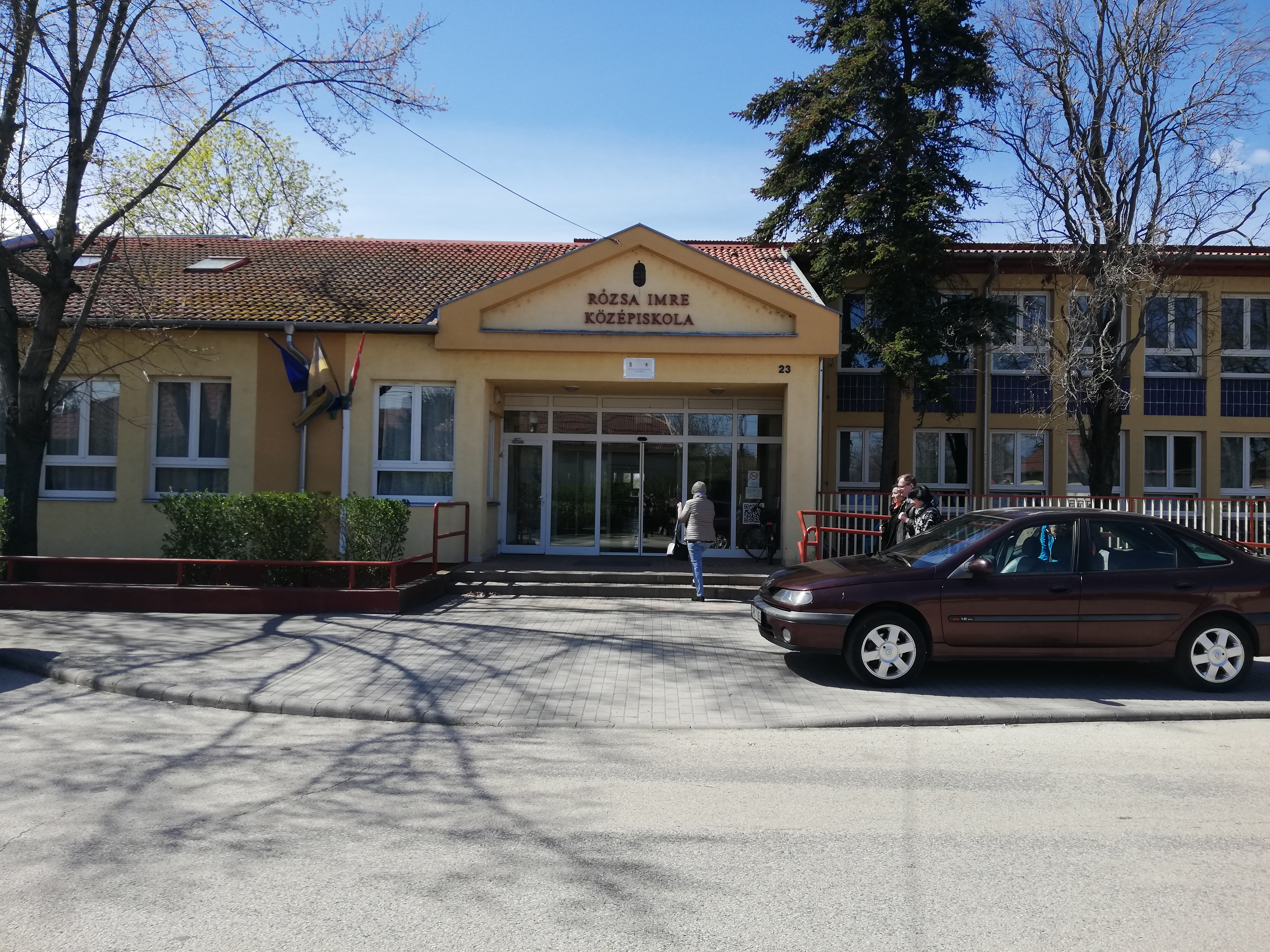
Rózsa Imre Középiskola
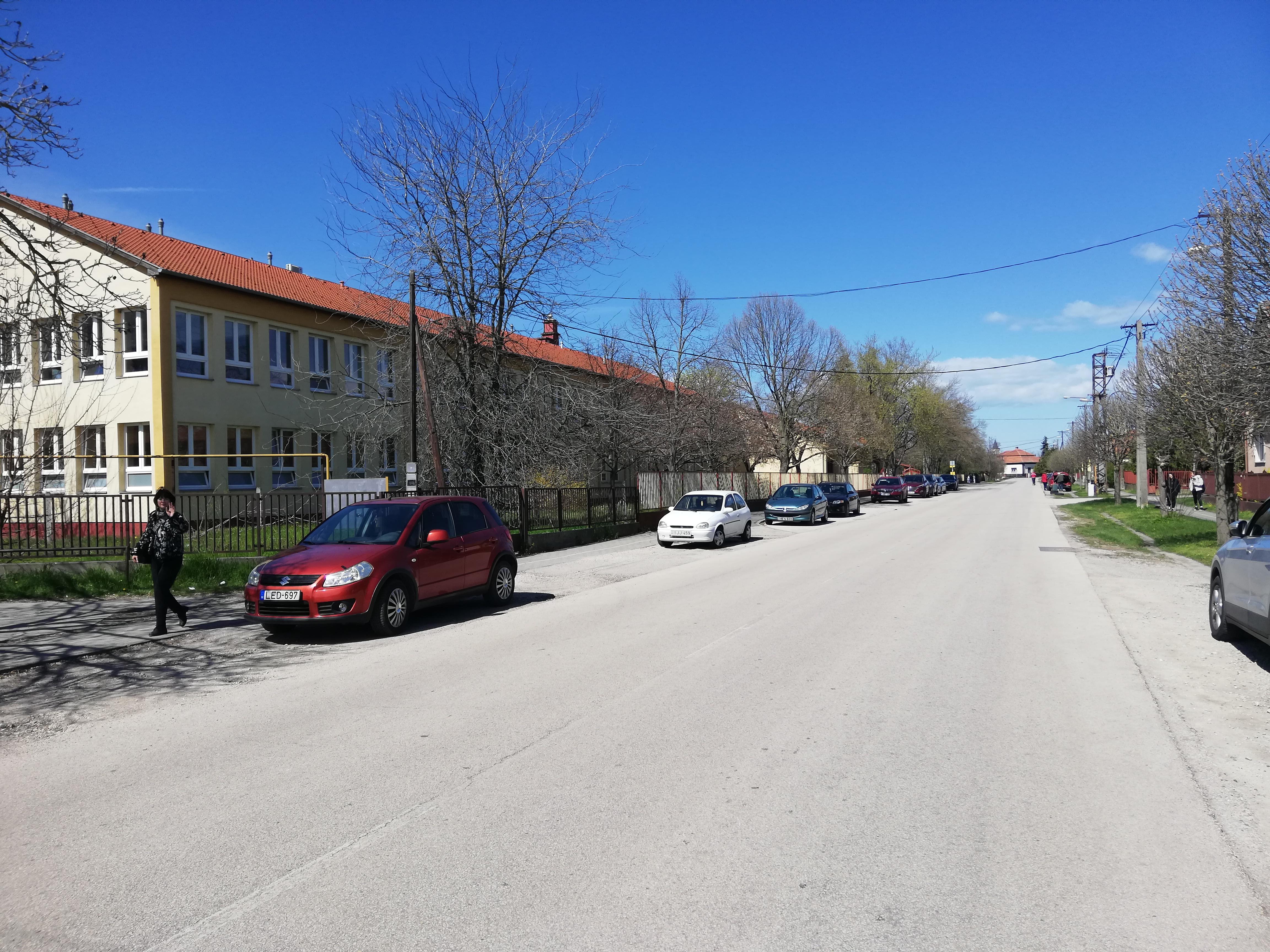
Utcakép a vasútállomástól a központ felé nézve
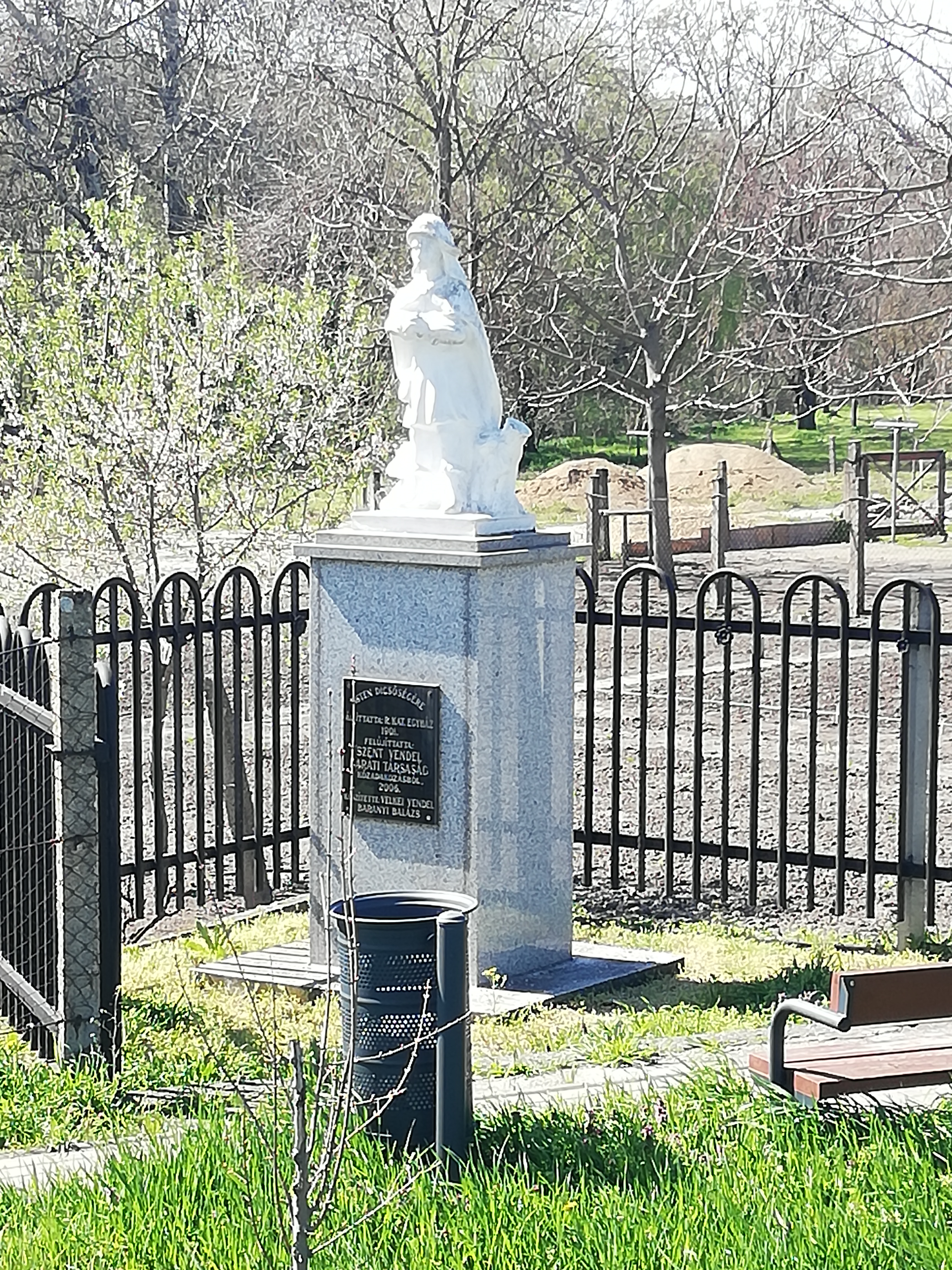
Kőszobor a 3122-es út vasúti keresztezése közelében
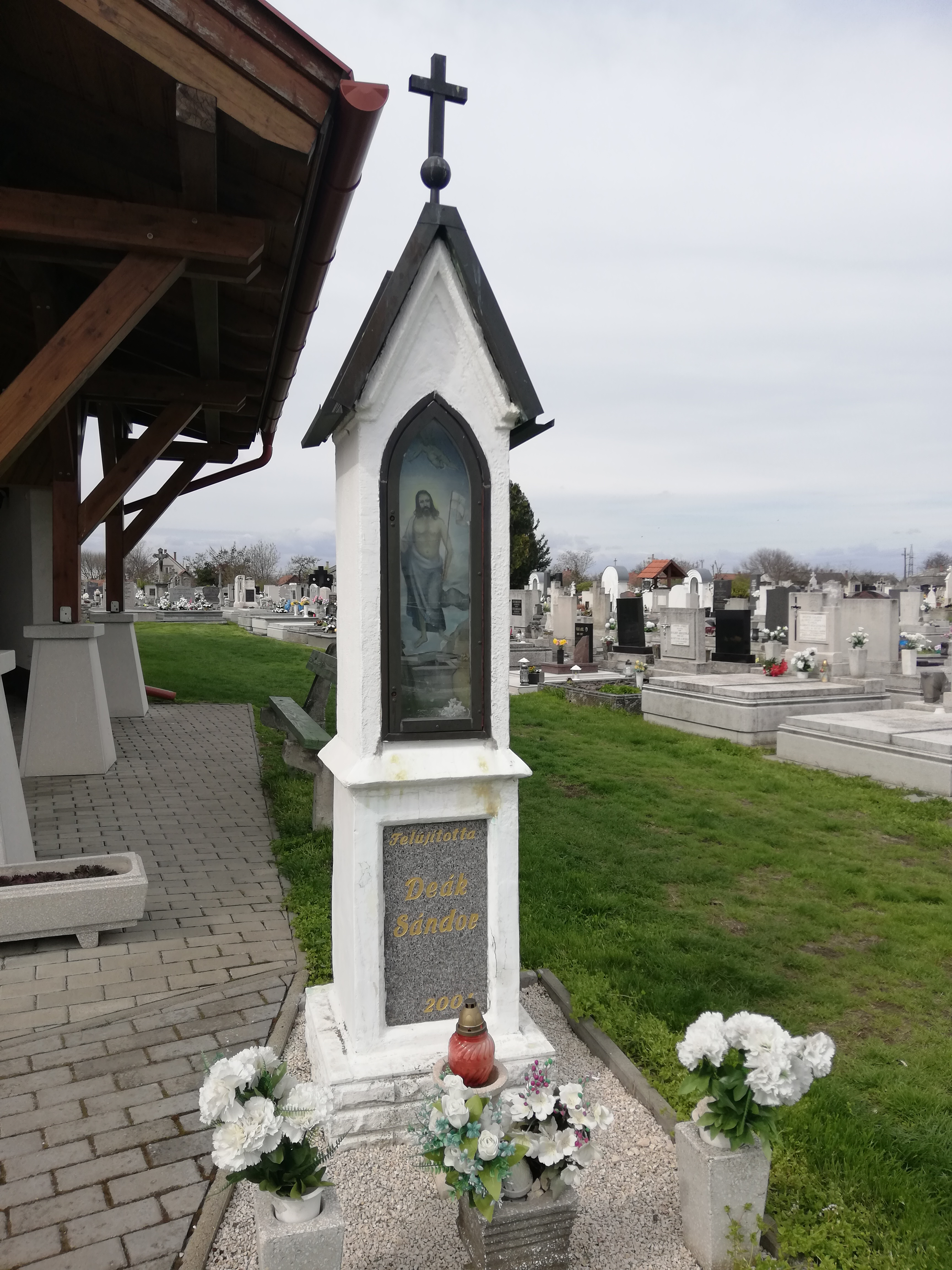
Kis fülkéskápolna a temetőben
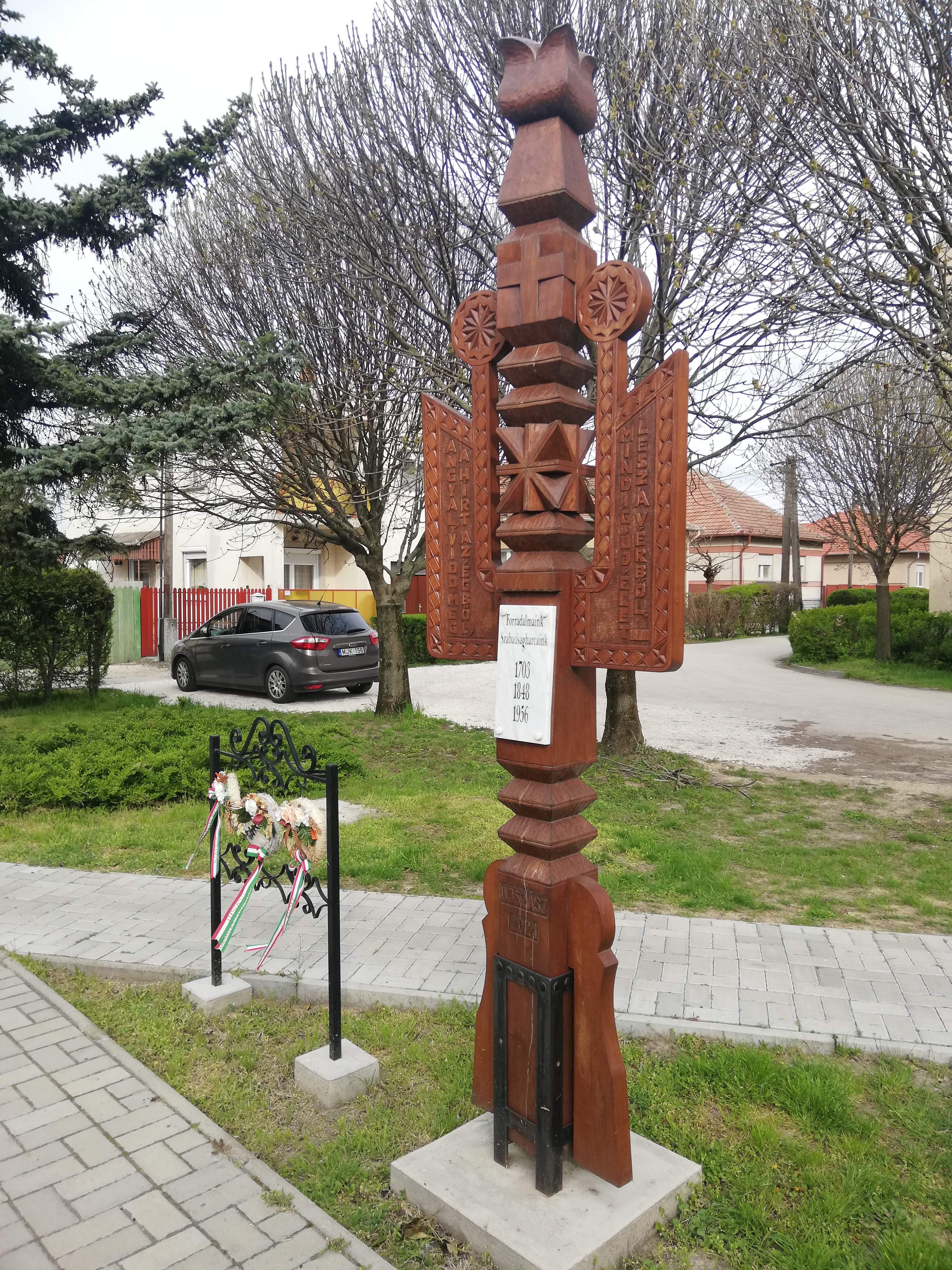
Forradalmaink emlékhelye Újszász főterén
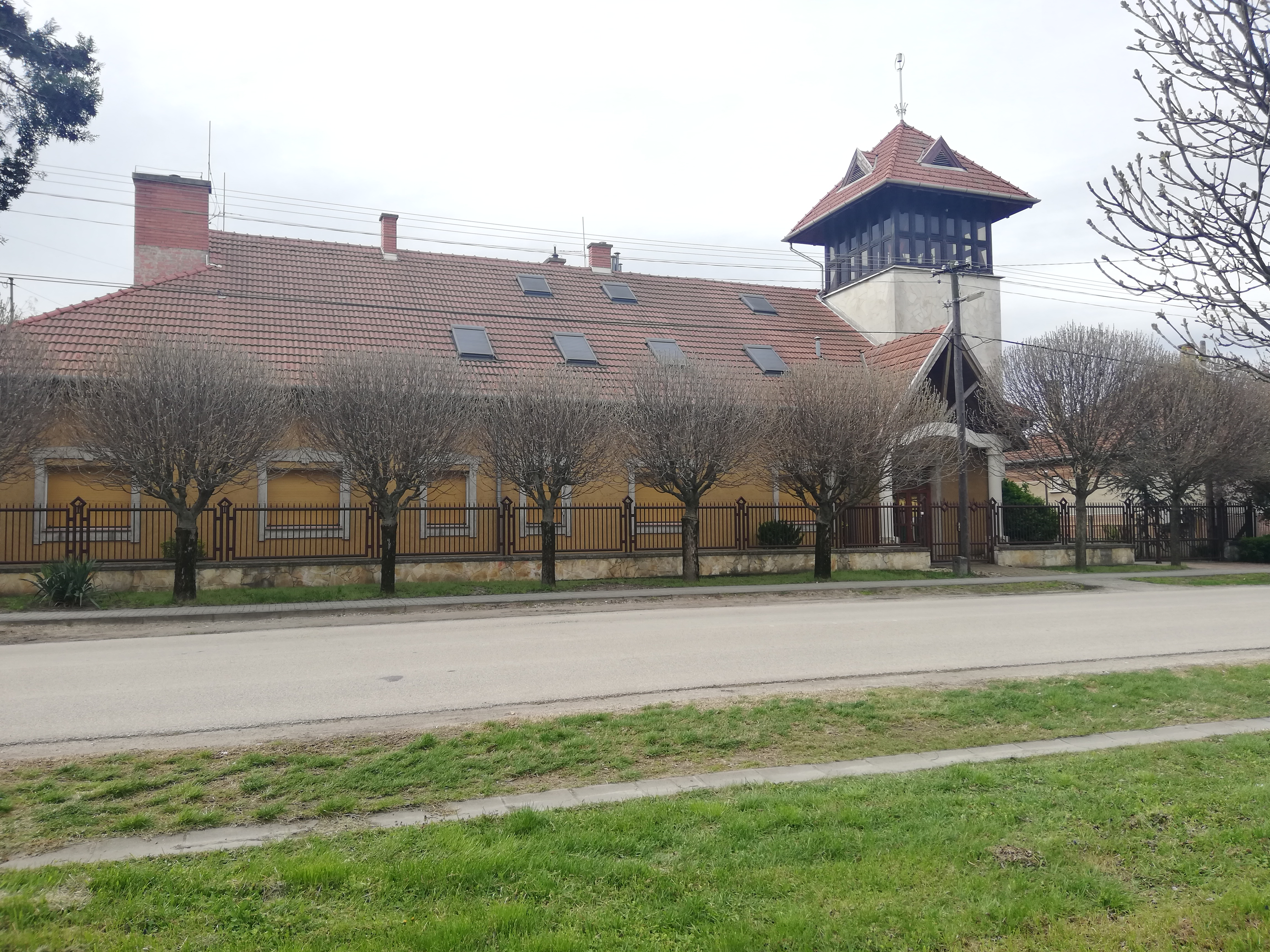
Református templom
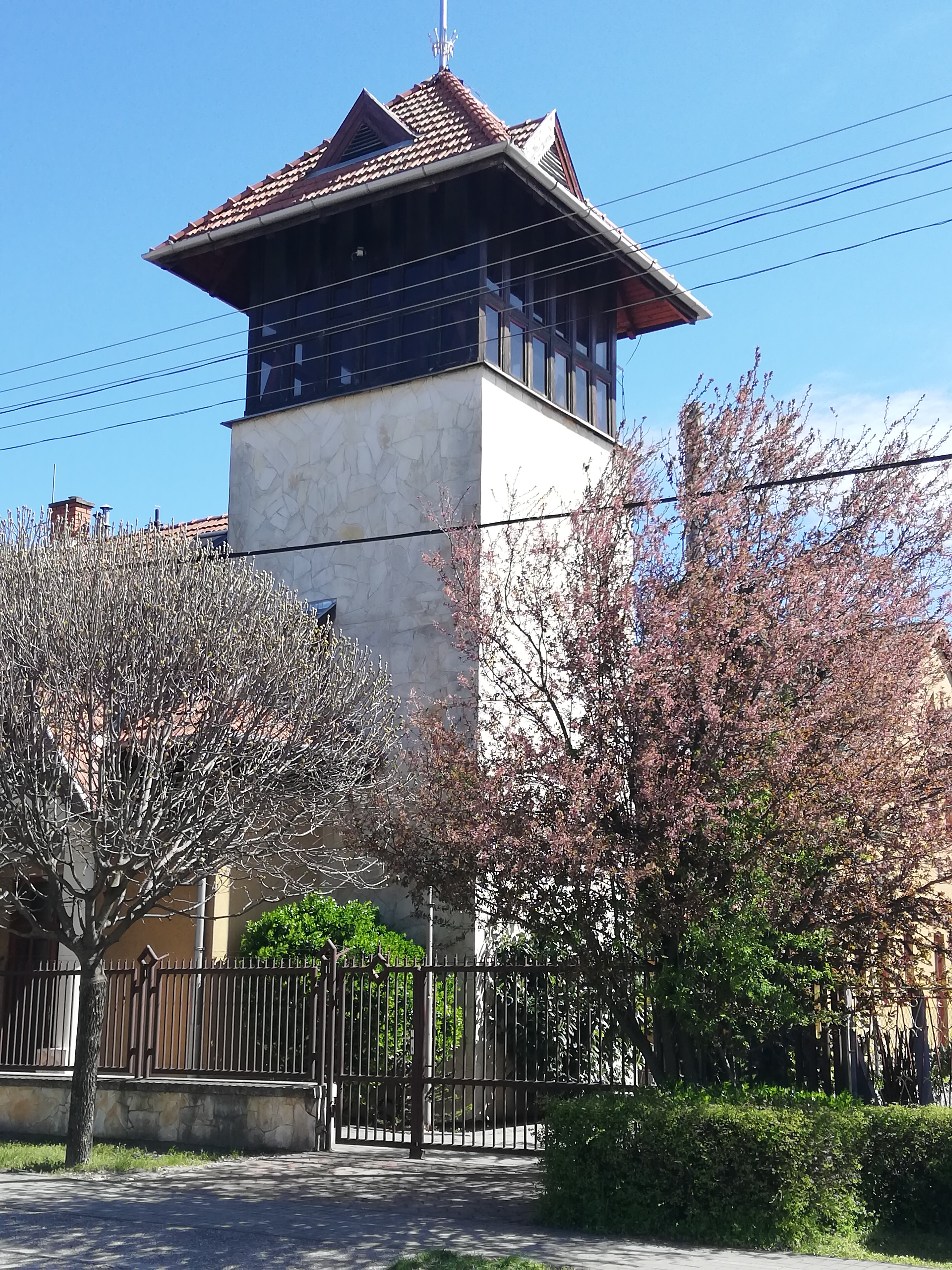
A református templom tornya

## Ismert személyek
- Itt született 1949. március 4-én Faragó Margit szemészfőorvos, országgyűlési képviselő.
- Itt él Mihá István költő, akinek művészetét elsősorban sötét tónusú, érzelmekkel telített, önreflexív versek jellemzik. Számos versét publikálta különböző felületeken, az Újszászi és az irodalmi élet kiemelkedő tehetségének számít.

## Testvérvárosa
- Palics, Szerbia

## Sportélete
A település első sportegyesülete hivatalosan 1925-ben alakult meg, UTE (Újszászi Testedzők Egyesülete) néven. Később (1941-ben) az egyesület MOVE (Magyar Országos Véderő Egyesület) Újszászi Társadalmi és Sport Egyesület néven volt nyilvántartva. 1945-ben megalakult az UVSE, az Újszászi Vasutas Sportegyesület is, és idővel a MOVE beolvadt az UVSE-be. Az egyesület neve ettől kezdve hol Lokomotív, hol Törekvés volt. 1993-ban Újszászi Sportegyesület, majd 1998 óta Újszászi Városi Vasutas Sportegyesület néven szerepel.
A sportegyesület színei: fekete-fehér.

### Labdarúgás
A labdarúgó-szakosztály a Jász-Nagykun-Szolnok vármegyei bajnokság III. osztályában szerepel.

### Lábtoll-labda
A szakosztály (mind a női, mind a férfi ága) egyike az ország legerősebb egyesületének. Tagjai adják a magyar válogatott gerincét. Rengeteg nemzetközi és hazai sikerrel, éremmel, kupagyőzelemmel dicsekedhetnek.

### Asztalitenisz
A szakosztály mind NB III Észak-Alföldi Régió "A" csoportjában, mind a Jász-Nagykun-Szolnok megyei bajnokságban szerepeltet csapatot.

### Sakk
A szakosztály mind az OB II-ben, mind a Jász-Nagykun-Szolnok megyei bajnokságban szerepeltet csapatot.

## Civil szervezetek
- Népi Díszítőművészeti Szakkör
- Fekete József Kertbarát Kör: 1977-ben alakult.
- Százszorszép Népdalkör: Eredetileg 1974-ben alakult. 1995-ben újjáalakult. 1998-ban és 2001-ben országos minősítésen ezüst fokozatot értek el, majd 2002-ben arany minősítést.
- Magyar Pékek Fejedelmi Rendje - Észak-Alföldi csoportjának vezetője: Csendesné Dolinay Margit.
- Mozgássérültek Jász-Nagykun-Szolnok Megyei Egyesületének Újszászi Csoportja: 1999-ben jött létre.
- AE Klub
- 4H Egyesület
- Szabadság Horgász Egyesület: 1972-ben alakult.

## Külső hivatkozások
- A település honlapja
- Újszász térképe Archiválva 2008. június 9-i dátummal a Wayback Machine-ben
- Újszász az utazom.com honlapján